# 2009 au Royaume-Uni
Chronologie de l'Europe
2007 au Royaume-Uni - 2008 au Royaume-Uni - 2009 au Royaume-Uni - 2010 au Royaume-Uni - 2011 au Royaume-Uni
2007 par pays en Europe - 2008 par pays en Europe - 2009 par pays en Europe - 2010 par pays en Europe - 2011 par pays en Europe
2007 en Europe - 2008 en Europe - 2009 en Europe - 2010 en Europe - 2011 en Europe

## Chronologie

### Royaume-Uni

#### Premier trimestre
- Lundi 5 janvier 2009 :

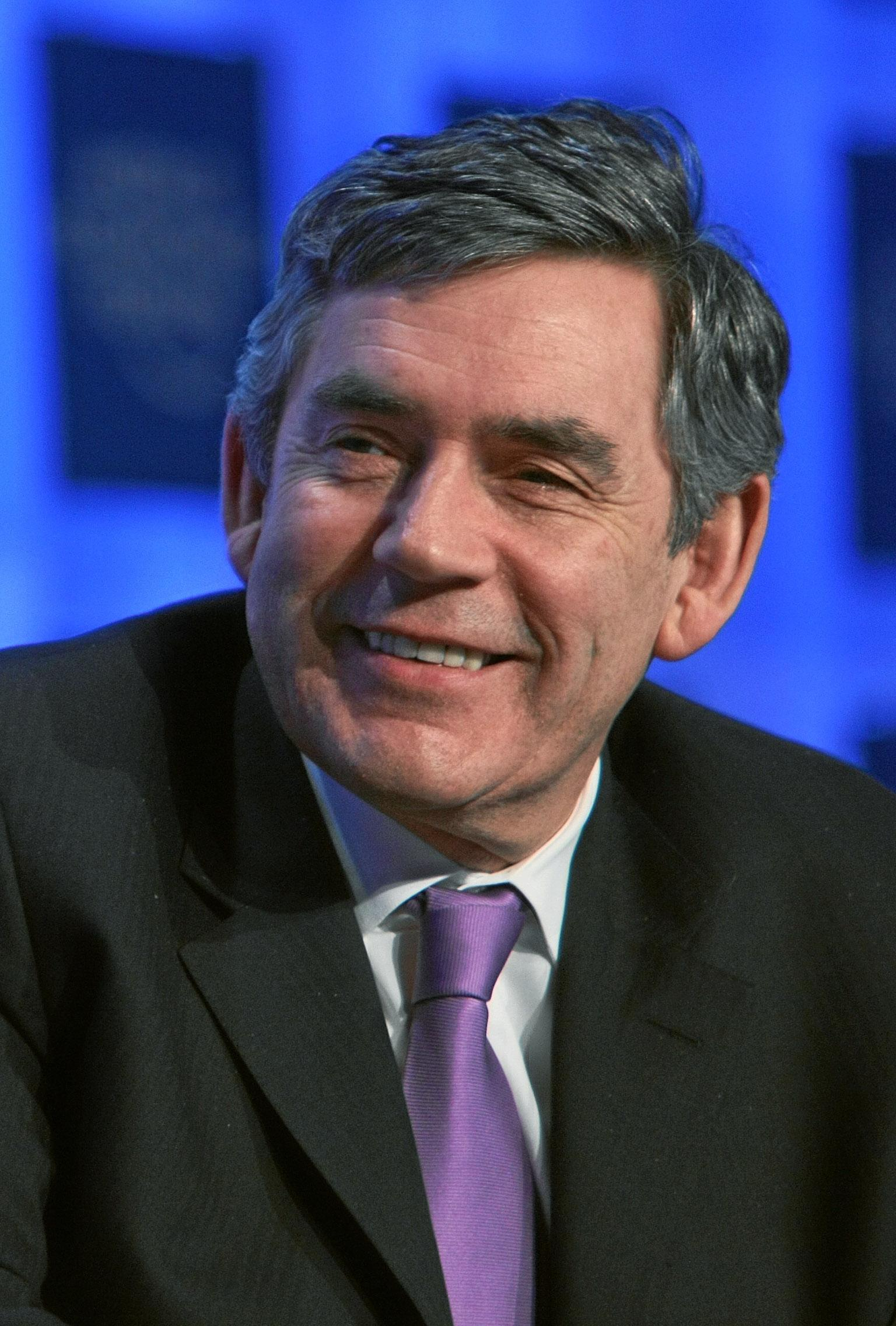
Gordon Brown
(janvier 2008)

  - Le premier ministre Gordon Brown tente d'amenuiser les conséquences de la récession sur l'économie britannique en s'inspirant des travaux du professeur d'économie Tony Badger, spécialiste de la Grande Dépression, parus dans son livre FDR (Franklin Delano Roosevelt) : les 100 premiers jours. Les Britanniques sont aujourd'hui une majorité à estimer qu'il est l'homme de la situation semblant rendre indissociables son destin politique et les intérêts économiques du pays[1].
  - Le producteur d'électricité français EDF annonce l'acquisition « définitive » de l'exploitant britannique de centrales nucléaires British Energy pour un montant de 15 milliards d'euros. L'opération lancée le 24 septembre 2008 est la (plus) importante opération d'acquisition de l'histoire du groupe EDF, déjà premier producteur d'électricité en Europe, et le conforte dans sa stratégie de développement dans le nucléaire à l'international à partir de quatre pays cibles : le Royaume-Uni, les États-Unis, la Chine et l'Afrique du Sud.. L'exploitant britannique possède huit centrales nucléaires et une centrale au charbon, ainsi que de nombreux terrains pouvant accueillir de nouvelles installations, en particulier des EPR. En rachetant British Energy, EDF qui exploite 58 réacteurs en France, accède à un marché nucléaire prometteur, que le gouvernement britannique a décidé de relancer.
- Jeudi 8 janvier 2009 : Pour faire face à « un ralentissement inhabituellement sévère », et à une « croissance des échanges mondiaux » parmi « les plus faibles depuis longtemps », la Banque d'Angleterre baisse son taux directeur à 1,5 %, pour tenter de redynamiser une des économies d'Europe parmi les plus touchées par la crise économique et financière : « Le comité a jugé que les récentes mesures d'assouplissement monétaire, ainsi que les mesures de politique budgétaire, la chute substantielle de la livre sterling et les perspectives de baisse de l'inflation fourniraient un stimulus important pour aider l'économie dans l'année qui vient ». Ces taux sont les plus bas jamais atteints depuis la création de la Banque en 1694.
- Samedi 10 janvier 2009 : Le Prince Harry est au centre d'une nouvelle polémique pour des propos présumés racistes, prononcés sur une vidéo datant de 2006 où il qualifie un membre de son unité militaire de « Paki » (diminutif de Pakistanais) et traite un autre d'« enturbanné ». Quatre ans auparavant, il avait déjà été le sujet d'une controverse après la publication de photos le montrant déguisé en nazi, arborant un brassard à croix gammée, lors d'une soirée[2].
- Mardi 13 janvier 2009 :
  - La banque Barclays annonce la suppression de 2 100 postes de travail dans son activité d'investissement.
  - Selon la fédération des commerçants britanniques (British Retail Consortium), les ventes de détail des commerçants connaissent les pires résultats jamais enregistrés pour cette période de l'année. Les consommateurs auraient retardé leurs achats, boudant les enseignes pendant la première quinzaine du mois, dans l'attente de promotions et de soldes anticipées. La crise touche particulièrement l'habillement, l'ameublement et les équipements onéreux, mais pas le secteur des chaussures ni les commerces en ligne qui ont vu leurs ventes grimper de 30 %.
- Mercredi 14 janvier 2009 :
  - Le constructeur automobile britannique Jaguar Land Rover, propriété du groupe indien Tata Motors, annonce la suppression de 450 emplois, dont 300 postes de cadres, à la suite d'une « réduction sévère » de la demande de nouvelles voitures. Les cadres ne recevront pas de bonus cette année et les augmentations de salaires sont repoussées à octobre. Fin décembre 2008, Tata Motors, qui a racheté les deux marques en juin 2008 au groupe américain Ford, avait indiqué qu'elle allait injecter « des dizaines de millions de livres » pour éviter une crise de liquidités.
  - John Varley, le directeur général de la banque Barclays, fait preuve de son grand humour sur Channel 4, lorsqu'après avoir confirmé la suppression de plusieurs milliers d'emplois et avoir reconnu que les banques devaient s'excuser pour leur responsabilité dans la crise du crédit, il déclare : « Est-ce qu'il est juste que les banques endossent leur part de responsabilité, est-ce qu'il est juste que les banques s'excusent pour […] les erreurs de jugement commises ces dernières années, est-ce qu'il est juste d'admettre cela? Oui absolument […] La pire chose qui pourrait arriver au monde est ce qui s'est passé au Japon il y a 15 ou 16 ans quand les banques ont été tellement effrayées par les critiques qu'elles ont perdu toute envie de prêter […] Et vous savez ce qui est arrivé à l'économie japonaise les dix années suivantes, elle s'est effondrée »[3].
- Vendredi 16 janvier 2009 :
  - Trois anciens généraux britanniques à la retraite, dont l'ancien chef d'état-major de l'armée britannique, Lord Bramall, critiquent sévèrement, dans une lettre publiée par The Times, le plan de modernisation du dispositif de dissuasion nucléaire britannique, estimant que ce dernier était « complètement inutile » pour faire face aux menaces d'aujourd'hui : « Les armes nucléaires se sont révélées complètement inutiles comme force de dissuasion face aux menaces et au niveau de violence que nous connaissons actuellement, ou sommes susceptibles de connaître, en particulier le terrorisme international ». Ils soutiennent que le principe même d'une force de dissuasion autonome est dépassé, car il est « impensable » que la Grande-Bretagne puisse un jour utiliser ses armes nucléaires sans le soutien explicite des États-Unis. Ils considèrent aussi que le fait d'appartenir au cercle des pays disposant de l'arme nucléaire, comme tous les membres permanents du conseil de sécurité des Nations unies, « n'a plus la résonance que cela avait par le passé ».
  - Le chanteur et disc-jockey britannique Boy George est condamné à 15 mois de prison ferme pour avoir séquestré un « escort boy » norvégien qui avait refusé d'avoir des relations sexuelles avec lui.

- Samedi 17 janvier 2009 :

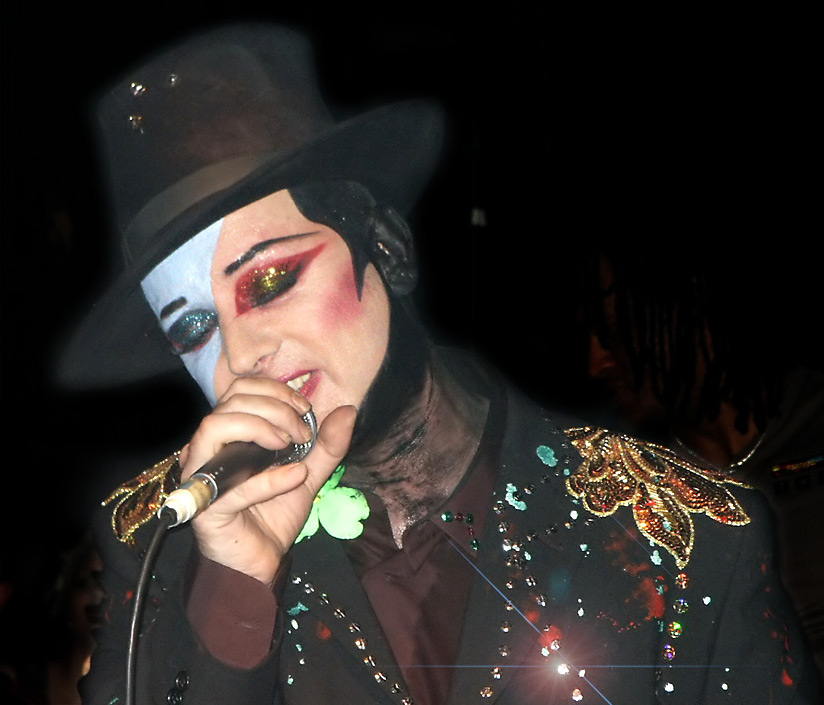
Boy George
(janvier 2001)

  - Le premier ministre britannique Gordon Brown appelle les banques à la « transparence » sur leurs actifs à risque, tandis que se multiplient les informations de presse sur l'imminence d'un nouveau plan de sauvetage financier : « Un des éléments nécessaires pour la prochaine étape est que la population comprenne bien que les actifs à risque ont été passés aux profits et pertes […] Nous devons être transparents là où nous possédons des actifs clairement à risque. Je compte sur le fait qu'on s'en occupe ».
  - Décès de Edmund de Rothschild (93 ans), membre de la branche britannique de cette célèbre famille de banquiers. Capitaine de la brigade d'infanterie juive lors de la Seconde Guerre mondiale, il a fait carrière dans la banque après-guerre, occupant les fonctions de partenaire puis de président de la banque d'investissement Nathan Mayer Rothschild & Sons, une institution qui conseille des grands groupes et des grandes fortunes[4].
- Dimanche 18 janvier 2009 : selon le Sunday Times, le milliardaire russe Roman Abramovitch a tenté sans succès de vendre son club de football anglais Chelsea à des investisseurs de pays du Golfe, des émissaires du milliardaire russe se seraient rendus en Arabie saoudite et à Dubaï pour rencontrer des membres de la famille royale saoudienne. Abramovitch avait racheté le club en 2003 pour 60 millions de livres mais il vaudrait aujourd'hui « au moins 800 millions de livres » car depuis Chelsea a atteint une finale de la Ligue des champions et a gagné par deux fois la Premier League, le championnat anglais.

- Lundi 19 janvier 2009 :

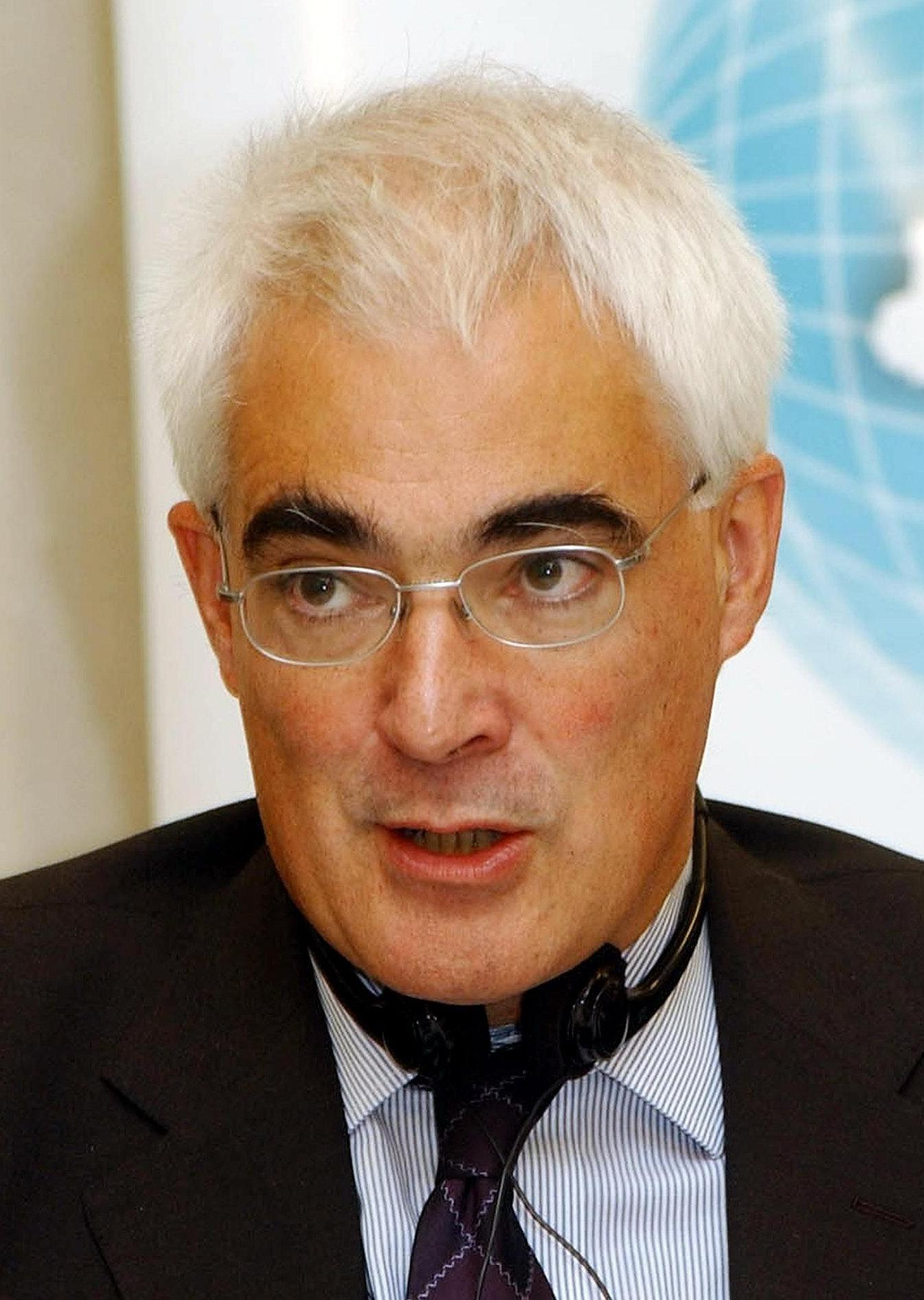
Alistair Darling
(septembre 2006)

  - Le ministre des Finances Alistair Darling confirme que la Grande-Bretagne est bien entrée en récession dès le troisième trimestre 2008 alors que le gouvernement dévoile un nouveau plan de soutien aux banques, visant à relancer les prêts en les garantissant. Après la recapitalisation des banques annoncée en octobre, assortie d'une garantie des prêts interbancaires, le gouvernement vise à garantir les prêts effectués par les établissements bancaires, afin de les encourager à relancer le crédit dans le pays, tout en proposant que cette mesure soit « coordonnée à l'échelon international ». Les experts évaluent à 200 milliards de livres (220 milliards d'euros) le montant total des actifs à risque que possèdent les banques britanniques[5].
  - La Royal Bank of Scotland annonce que ses pertes 2008 pourraient se monter à 28 milliards de livres (31 milliards d'euros), à la fois à cause de la crise du crédit et de la dépréciation de sa participation (-20 milliards de livres) dans la banque néerlandaise ABN Amro, rachetée en 2007. Le gouvernement britannique, qui détient 57,9 % de ses actions, pourrait remplacer 5 milliards de livres d'actions préférentielles par des actions ordinaires qui seront proposées aux autres actionnaires au prorata de leur participation actuelle, au prix de 31,75 pence l'action, soit une décote de 8,5 % par rapport au cours de clôture de vendredi, alors que le titre vient de s'effondrer lundi de 71,8 %. Cependant toutes les nouvelles actions non souscrites par les actionnaires le seront par le Trésor britannique, ce qui, devrait porter à quelque 70 % sa part dans le capital de la banque. Cette opération permettra à la banque d'augmenter ses liquidités de 6 milliards de livres.
- Mercredi 21 janvier 2009 :
  - Le milliardaire russe Alexandre Lebedev annonce l'achat de l'Evening Standard, seul quotidien du soir payant de Londres, à travers la société Evening Press. L'acquisition de 75,1 % des parts est faite pour « une somme symbolique ». Le reste du capital est conservé par le groupe DMGT. L'homme d'affaires de 49 ans a promis de se garder d'influencer la ligne éditoriale. L'Evening Standard, dont les pertes sont estimées à 20 millions de livres (22 millions d'euros) par an, tire à 287 000 exemplaires.
  - Selon l'Office des statistiques nationales, le chômage a encore augmenté pour le onzième mois consécutif et atteint 6,1 % sur les trois mois achevés en novembre, le taux le plus important depuis 1999. Cette hausse est conforme aux prévisions des économistes de la City.
- Samedi 24 janvier 2009 : Selon les médias britanniques, le prince Harry (24 ans), troisième dans l'ordre de succession au trône britannique, a rompu avec Chelsy Davy, étudiante en droit de l'Université de Leeds, après des vacances passées avec elle sur l'île Maurice. Fille d'un richissime organisateur de safaris au Zimbabwe, elle était sa petite amie depuis cinq ans.
- Dimanche 25 janvier 2009 : L'économie britannique est officiellement en récession après deux trimestres en repli. Sur l'ensemble de l'année 2008, la croissance a été limitée à 0,7 % après 3 % en 2007.
- Lundi 26 janvier 2009 :
  - Scandale des Lords for Hire : La Chambre des lords (Chambre haute) lance une enquête sur des accusations de trafic d'influence visant quatre de ses membres dont deux anciens ministres travaillistes qui auraient accepté d'intercéder auprès de leurs collègues pour faire voter des amendements en échange d'une rémunération allant de 24 000 à 120 000 livres par an.
  - Le premier ministre Gordon Brown, estime que la crise économique doit être l'occasion de repenser la mondialisation et ne doit pas être une excuse pour un repli dans le protectionnisme mais plutôt être vue comme l'« accouchement difficile d'un nouvel ordre mondial » : « Comme certains le veulent, nous pouvons fermer nos marchés – aux capitaux, aux services financiers, au commerce et à la main-d'œuvre – et ainsi réduire les risques de la mondialisation ».

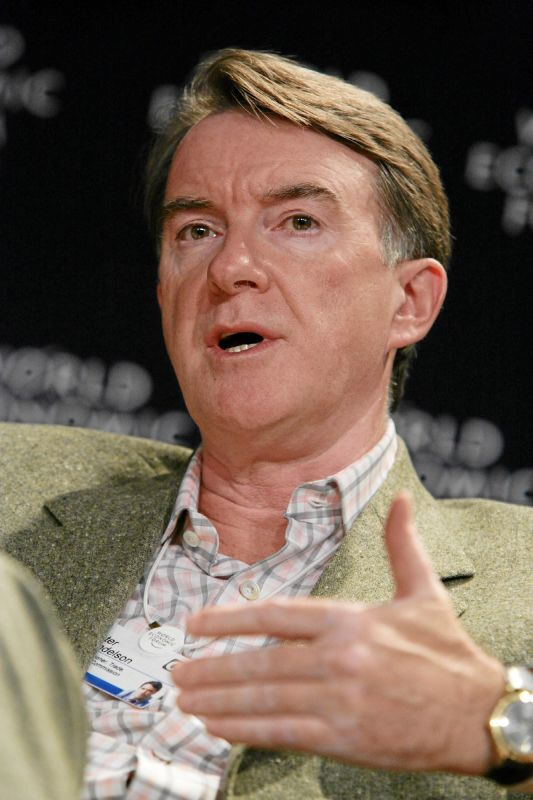
Peter Mandelson
(janvier 2007)

- Mardi 27 janvier 2009 : Le ministre britannique du Commerce, Peter Mandelson, annonce des mesures de soutien au secteur automobile dont une garantie de 2,3 milliards de livres, venant pour 1,3 venant de la Banque européenne d'investissement.
- Mercredi 28 janvier 2009 : Selon les révélations d'un ancien officier de police australien, la reine Élisabeth II a échappé le 29 avril 1970 en Australie à une tentative d'assassinat, des inconnus ayant tenté de faire dérailler le train dans lequel elle voyageait avec son époux le prince Philip. Parmi les suspects visés durant l'enquête figuraient des sympathisants de l'Armée républicaine irlandaise provisoire (IRA), alors en lutte contre la domination britannique en Irlande du Nord, mais les coupables n'ont jamais été interpellés[6].
- Vendredi 30 janvier 2009 : Plus d'une douzaine de sites énergétiques sont touchés par des grèves sauvages menées par des travailleurs de sociétés de sous-traitance pour protester contre le recours à des travailleurs étrangers en ces temps de récession. Les conservateurs reprochent au premier ministre d'avoir « utilisé le slogan » de l'extrême droite.
- Dimanche 1er février 2009 : Le premier ministre chinois Wen Jiabao a été la cible d'un lancer de chaussure alors qu'il prononçait un discours à l'université de Cambridge. La chaussure est tombée à moins d'un mètre du premier ministre, mais impassible, il n'a pas bronché pendant l'incident. Le manifestant a été évacué de la salle par le service de sécurité et arrêté pour trouble à l'ordre public[7]. Le lendemain, la Chine annonce avoir fait part de son profond mécontentement au gouvernement britannique mais a toutefois souligné que les liens bilatéraux ne souffriraient pas de cet incident.
- Lundi 2 février 2009 :
  - Selon le Commissaire européen aux Affaires économiques, Joaquin Almunia, il existe une « forte possibilité » pour que le Royaume-Uni rejoigne la zone euro, et qu'il était également possible que d'autres pays comme la Suède ou le Danemark rejoignent la monnaie unique, mais sans avancer de date sur ces éventuelles futures adhésions. Il estime par ailleurs qu'il n'y avait « aucune chance » pour qu'un pays membre de la zone euro renonce à la monnaie unique.
  - Le commissaire aux droits de l'Homme du Conseil de l'Europe, Thomas Hammerberg, affirme que « Les enfants ne doivent pas être traités comme des criminels » en condamnant « tendance inquiétante en Europe qui consiste à enfermer davantage d'enfants de plus en plus jeunes » : « Les jeunes délinquants sont avant tout des enfants qui doivent être protégés par les lois […] adoptées en matière de droits de l'Homme » pour qui l'accent doit être mis sur les solutions alternatives à l'emprisonnement et sur les mesures de prévention qui sont la clé de voûte d'une « politique efficace et humaine ». Il s'en est particulièrement pris aux législations britannique et géorgienne, qui ont fixé l'âge de la responsabilité à un seuil très bas, et à un projet de loi français qui propose le seuil de 12 ans.
  - Deux musées britanniques ont annoncé le succès de leur appel en vue de récolter 55 millions d'euros pour l'achat du premier de deux tableaux du peintre italien de la Renaissance, Tiziano Vecellio, dit Le Titien, afin d'éviter qu'ils ne partent à l'étranger. Le duc de Sutherland, vendeur des deux œuvres, avait donné la priorité à la National Gallery de Londres et aux National Galleries d'Écosse pour recueillir les 50 millions de livres nécessaires à l'achat du premier tableau: « Diane et Actéon ». Le duc avait indiqué que, en cas de succès de l'appel de fonds, il donnerait trois ans à ces deux musées pour réunir à nouveau 50 millions de livres pour l'acquisition d'une seconde œuvre du Titien, « Diane et Callisto ». Ces deux toiles ont une valeur estimée à 300 millions de livres, au prix du marché.
  - Des chercheurs d'épaves de la société américaine Odyssey Marine Exploration, basée à Tampa (Floride), annoncent la découverte de l'épave d'un prestigieux navire de guerre britannique, le « HMS Victory », coulé dans la Manche en 1744, et porteur d'un trésor qui pourrait valoir un milliard de dollars. Selon Greg Stemm, responsable de la société : « L'un des plus grands mystères de l'histoire navale [… a été résolu avec la localisation] loin de là où l'histoire croyait l'avoir perdu [… du navire] le plus puissant et le plus techniquement avancé de son temps ». Le « HMS Victory » de la Royal Navy qui avait été lancé en 1737, aurait coulé près des Casquets, rochers au large des îles anglo-normandes, en 1744 dans une tempête en revenant d'Espagne. Les 1 150 personnes présentes à bord ont péri. Selon un des découvreurs, des « informations avaient fait état à l'époque d'une cargaison de quatre tonnes d'or, soit environ 400 000 livres sterling »[8].
- Mercredi 4 février 2009 : Le groupe énergétique français GDF Suez et l'opérateur électrique espagnol Iberdrola annoncent la création d'un partenariat pour « participer conjointement au développement de nouvelles centrales nucléaires au Royaume-Uni ».
- Jeudi 5 février 2009 :
  - La Banque d'Angleterre abaisse son taux d'intérêt directeur d'un demi-point, à 1 %, un nouveau niveau inédit depuis la création de l'institution en 1694.
  - Le secteur automobile britannique continue à s'enfoncer dans la crise, les ventes de voitures neuves ont chuté de 30,9 % en janvier 2009 par rapport à janvier 2008. Ford a dit vouloir supprimer 850 postes dans le pays. Les modèles les plus vendues sont la Ford Focus, la Ford Fiesta et la Vauxhall Corsa.
- Vendredi 6 février 2009 : Selon The Independent, le premier ministre, Gordon Brown, a très mal pris que le président français Nicolas Sarkozy se permette de critiquer son plan de relance lors de son intervention télévisée de la veille en direct du Palais de l'Élysée, alors qu'en France, le débat entre les partisans d'une relance par l'investissement et les défenseurs d'une stimulation de la consommation vient de prendre une nouvelle dimension et fait l'objet d'une polémique entre le Parti socialiste et le gouvernement depuis plusieurs semaines, au sujet de la stratégie à adopter face à la crise. Lors de son intervention télévisée de la veille, le président Sarkozy a notamment estimé que la décision britannique d'abaisser la TVA dans l'espoir de relancer la consommation, n'avait « amené absolument aucun progrès ». Il avait également déclaré que « franchement quand on voit la situation aux États-Unis et au Royaume-Uni, on n'a pas envie de leur ressembler ».
- Samedi 7 février 2009 : L'ancien porte-avions français « Clemenceau », ex-fleuron de la marine française, rebaptisé « coque Q790 », est arrivé dans le port de Hartlepool (nord-est) et est entré dimanche dans le bassin de cale sèche du chantier naval de la société Able UK, centre de récupération et de recyclage environnemental de Teesside, où il doit être désamianté et démantelé. Désarmé en 1997, il a été en service actif pendant 36 ans. Sa coque contient environ 700 tonnes d'amiante, une cargaison toxique qui lui avait valu plusieurs années de péripéties diplomatico-judiciaires, un périple de 18 000 kilomètres vers l'Inde, un assaut de militants de Greenpeace et trois années parqué dans un coin du port militaire de Brest.
- Dimanche 8 février 2009 : Le ministre des finances, Alistair Darling, annonce demander un rapport indépendant sur la gestion des banques et des bonus de leurs dirigeants : « Nous ne pouvons pas faire comme si de rien n'était. J'attends de l'étude des recommandations sur l'efficacité de la gestion du risque de la part des conseils d'administration des banques, notamment sur l'influence de la rémunération sur la prise de risque […] Tout le monde a intérêt à ce que les banques soient bien gouvernées. Ce serait une erreur de récompenser des gens dont les risques excessifs ont fait plonger les banques et causé le malheur de millions de clients ».
- Mardi 10 février 2009 :
  - Les anciens dirigeants des groupes bancaires britanniques, Royal Bank of Scotland (Tom McKillop et Fred Goodwin) et HBOS (Lord Stevenson et Andy Hornby), présentent leurs excuses « complètes » et « sans réserves » pour leur responsabilité dans la crise financière, qui a conduit à la nationalisation partielle de leurs établissements. L'ancien président de RBS a admis que l'achat de la banque néerlandaise ABN Amro (plus grosse acquisition de l'histoire du secteur bancaire réalisée en 2007 en partenariat avec Fortis et Santander), qui s'est révélée une opération ruineuse, avait été « une erreur » : « Nous avons surpayé ABN Amro [et] ce que nous avons payé n'en valait pas la peine ».
  - La banque Royal Bank of Scotland annonce la prochaine suppression de 2.300 emplois, soit 2 % de son effectif au Royaume-Uni.
- Mercredi 11 février 2009 : La Banque d'Angleterre livre dans son rapport trimestriel, des pronostics très pessimistes pour l'économie britannique. La contraction du produit intérieur brut (PIB) britannique pourrait atteindre 4 % sur un an, mi-2009, et même 6 % dans la pire des hypothèses. Pendant ce temps, le crédit resterait gelé et le chômage s'envolerait. Le pays est confirmé en récession avec un recul du PIB de 1,5 % au quatrième trimestre 2008, après un recul de 0,6 % au troisième trimestre.

- Jeudi 12 février 2009 :

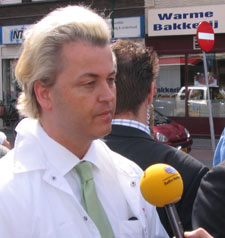
Geert Wilders
(mars 2007)

  - Le député néerlandais Geert Wilders, auteur du film anti-islam controversé Fitna, déclaré persona non grata par Londres, a été bloqué par les autorités britanniques à son arrivée à l'aéroport londonien de Heathrow. Les services de l'immigration l'ont empêché d'entrer sur le territoire britannique peu après son atterrissage en provenance d'Amsterdam. Les autorités britanniques lui avaient fait savoir qu'il n'était pas autorisé à entrer en Grande-Bretagne en raison de ses propos sur l'islam et les musulmans. Ceux-ci constituant, selon elles, une « menace pour la sécurité publique » alors que Geert Wilders avait prévu d'assister à la projection de son film à la Chambre des lords.
  - La police britannique annonce l'arrestation d'un trader de la City pour blanchiment présumé d'argent, dans le cadre d'une enquête sur une fraude à l'investissement estimé à 40 millions de livres (45 millions d'euros). Cet homme de 60 ans travaillait pour une société de courtage, GFX Capital Markets Ltd, qui a récemment cessé ses activités.
- Vendredi 13 février 2009 :
  - Le conglomérat industriel japonais Hitachi annonce être en négociation exclusive avec le département des Transports britannique « afin d'ajuster les détails en vue d'une commande » portant sur 1 400 wagons pour un montant évalué à 8,5 milliards d'euros, tout compris (matériel et entretien), livrables entre 2013 et 2018 dans le cadre du projet « Intercity Express Program » de renouvellement de flotte pour des lignes interurbaines.
  - Le London Stock Exchange annonce la désignation du français Xavier Rolet (49 ans) comme son nouveau directeur général.
  - The Sun publie l'histoire d'un adolescent de 13 ans supposé être le père d'une petite fille issue d'une liaison avec une jeune fille de 15 ans, ce qui provoque une émotion populaire et fait réagir toute la presse et la classe politique anglaises.
- Samedi 14 février 2009 : Un convoi de plus de 100 camions chargés d'aides humanitaires et d'équipements est parti pour la bande de Gaza. Il va rejoindre le Maroc et traverser toute l'Afrique du Nord.
- Lundi 16 février 2009 :
  - Le groupe automobile BMW annonce la suppression de 850 emplois dans son usine Mini de Cowley près d'Oxford, qui seront effectives à partir du 2 mars et affecteront les ouvriers travaillant le week-end.
  - Les douanes britanniques ont arrêté quinze membres d'équipage de la compagnie aérienne South African Airways à l'aéroport d'Heathrow après avoir saisi cinq kilogrammes de cocaïne d'une valeur de 280 000 sur un vol en provenance de Johannesburg. C'est la seconde fois en moins d'un mois qu'un équipage de la même compagnie est arrêté à Heathrow après la découverte de drogue dans ses bagages.
  - Le prince Harry devra suivre à nouveau un cours dispensé par l'armée britannique sur le thème de l'égalité et la diversité, après avoir dû s'excuser en janvier pour avoir employé des « termes péjoratifs » et « racialement connotés » à l'endroit d'autres soldats d'origine pakistanaise.
  - La chaîne de restauration rapide KFC annonce une augmentation des ventes de 6 % en 2008 et prévoit 14 % en 2009. Elle prévoit d'investir 100 à 150 millions de livres (114 à 169 millions d'euros) pour y ouvrir, d'ici cinq ans, deux cents à trois cents nouveaux restaurants, principalement dans le nord de l'Angleterre et le sud du Pays-de-Galles, ce qui permettrait de créer jusqu'à neuf mille emplois.
- Mercredi 18 février 2009 :
  - La plus haute instance judiciaire britannique approuve l'extradition vers la Jordanie du religieux musulman radical Abou Qatada, un temps considéré comme le chef spirituel d'Al-Qaïda en Europe.
  - Le groupe français Bouygues vient de remporter un lot de contrats en Grande-Bretagne, la première tranche comprend deux écoles et un ensemble de logements sociaux dans la banlieue de Londres pour 115 millions d'euros. La deuxième tranche comprendra 16 écoles pour un montant de 226 millions €.
- Jeudi 19 février 2009 : La Cour européenne des droits de l'homme (CEDH) condamne le Royaume-Uni pour détention arbitraire de neuf personnes incarcérées en vertu de la loi antiterroriste adoptée après les attentats du 11 septembre 2001. Les requérants – le Jordanien Abou Qatada, six Algériens, un Tunisien et un apatride d'origine palestinienne – avaient été détenus, sans être inculpés, pour une durée allant de deux ans à plus de trois ans parce qu'ils étaient soupçonnés de liens avec des groupes proches d'Al-Qaida.
- Vendredi 20 février 2009 :
  - Le groupe minier diversifié Anglo American annonce la prochaine suppression de 19 000 postes d'ici à la fin de l'année, dans le cadre d'un plan d'économies, après avoir vu ses bénéfices 2008 chuter de 29 % à 5,2 milliards de dollars. En décembre, le groupe avait annoncé la division par deux du montant de son programme d'investissement pour 2009, à 4,5 milliards de dollars. De plus, le groupe annonce 2 milliards $ d'économie sur ses dépenses de fonctionnement d'ici à 2011.
  - La Cour européenne des droits de l'homme (CEDH) empêche provisoirement l'expulsion de l'islamiste Abou Qatada vers la Jordanie dans l'attente de l'examen de la requête de l'islamiste sur le fond. Considéré comme le chef spirituel d'Al-Qaida en Europe, il a été condamné par contumace à un total de quinze ans de travaux forcés pour activités terroristes.
  - Accord sur le transfert au Royaume-Uni « dès que possible » d'un ex-résident britannique détenu à Guantanamo. L'Éthiopien Binyam Mohamed, âgé d'une trentaine d'années, avait obtenu le droit d'asile au RU après son arrivée en 1994. Soupçonné de terrorisme, il a été arrêté au Pakistan en 2002 avant d'être emmené au Maroc et en Afghanistan où il aurait été torturé, selon ses avocats. Quatre ans après son arrivée au camp de Guantanamo en 2004, toutes les accusations de terrorisme à son encontre ont été abandonnées en 2008.
- Dimanche 22 février 2009 : Le ministre des Finances Alistair Darling dénonce le secret bancaire suisse estimant que l'on ne pouvait pas « tolérer » l'évasion fiscale et les autorités helvétiques devraient réformer les lois fiscales et bancaires du pays pour les aligner avec celles en vigueur en Europe : « Le secret qui permet aux gens d'abriter leur fortune sans payer d'impôts comme il se doit, on ne peut pas le tolérer. C'est injuste pour ceux qui n'ont pas d'autre choix que de payer. C'est l'une des choses que la Suisse doit régler. […] Je pense qu'il est important qu'il y ait de la transparence. Personne ne sait ce qui se passe. Ce n'est pas bien, en fait plus de la moitié des problèmes découlent du fait que l'on ne sait pas ce qui se passe […] C'est l'une des choses que la Suisse doit régler. Si [elle] veut faire partie de la communauté internationale, elle doit être ouverte ».
- Mardi 24 février 2009 :
  - Le gouvernement britannique refuse de rendre publique la transcription des débats du conseil des ministres portant sur la légalité de l'invasion de l'Irak en 2003. L'ex-premier ministre Tony Blair a été accusé d'avoir négligé les réserves émises par des juristes au sujet de l'invasion de l'Irak de 2003. Cette publication a été demandée fin janvier par la justice au nom de la loi sur la liberté de l'information, mais le ministre de la justice, Jack Straw, y a mis son veto au motif que leur diffusion « ferait courir le risque de lourds dégâts au gouvernement […] La décision d'intervenir militairement a été examinée au peigne fin, nous en avons rendu compte devant la Chambre et ailleurs ».
  - Le motoriste Rolls-Royce annonce avoir décroché un contrat de 150 millions de dollars (117 millions d'euros) auprès du groupe pétrolier français Total SA, portant sur la fourniture de turbines à gaz qui équiperont des plateformes d'hydrocarbures au Nigeria.
  - Le groupe minier Lonmin, troisième producteur mondial de platine, annonce un accord avec les syndicats au sujet d'un plan de restructuration prévoyant le départ de jusqu'à 5 500 employés dans ses mines d'Afrique du Sud.
- Jeudi 26 février 2009 : Royal Bank of Scotland (RBS) annonce avoir essuyé la perte nette 2008 de 24,1 milliards de livres (27 milliards d'euros), la plus élevée jamais enregistrée par une entreprise britannique, contre un bénéfice net 2007 de 6,8 milliards de £. Cette perte historique s'explique par des charges de 6,1 milliards de livres liées à la crise du crédit, et surtout par 16,2 milliards de livres de dépréciations, liées à l'acquisition ruineuse de la banque néerlandaise ABN Amro en 2007. RBS va se séparer de quelque 240 milliards de livres d'actifs, soit une grande partie de son bilan, dans les 3 à 5 ans en se concentrant sur le marché britannique et ne conservant que des activités internationales de taille réduite. Elle a aussi confirmé sa volonté de se séparer d'une grande partie de ses actifs.
- Dimanche 1er mars 2009 : La banque HSBC annonce une augmentation de capital de 12,5 milliards de livres (14,2 milliards d'euros) après avoir enregistré une chute de 70 % de son bénéfice net 2008 due à des dépréciations et provisions pour de lourdes créances douteuses.
- Mercredi 4 mars 2009 : Le Premier ministre britannique Gordon Brown suggère devant le Congrès américain d'interdire les paradis fiscaux, à quelques semaines du sommet du G20 de Londres destiné à la réforme du système financier mondial : « Vous êtes en train de restructurer vos banques. Nous aussi. Mais les placements de tous ne seraient-ils pas beaucoup plus sûrs si le monde entier se mettait d'accord pour interdire les systèmes bancaires parallèles et les paradis fiscaux [plaidant pour] un système bancaire mondial qui serve notre prospérité au lieu de la menacer [et demandant que le sommet du G20 débouche sur] des règles et des normes en matière de responsabilité, de transparence et de rémunération qui sonneront la fin des excès et s'appliqueront à toutes les banques, partout, et en tout temps ».
- Jeudi 5 mars 2009 :
  - Le premier groupe d'assurances britannique Aviva annonce une perte nette 2008 de 885 millions de livres (992 millions d'euros) en 2008, en normes IFRS, et de 7,71 milliards de livres en normes MCEV, liée à des dépréciations d'actifs, le bénéfice d'exploitation 2008 ayant pour sa part augmenté respectivement de 4 % et 10 %.
  - La Banque d'Angleterre abaisse son taux directeur d'un demi-point à 0,50 %, nouveau plus bas historique. Elle annonce également un programme d'assouplissement quantitatif, en rachetant pour 75 milliards de livres d'actifs, principalement des emprunts d'État.
- Samedi 7 mars 2009 :
  - Six lettres d'amour écrites par le prince Charles il y a 30 ans sont mises en vente sur le site d'enchères en ligne eBay par un magasin de Los Angeles. Ces lettres avaient été écrites entre 1976 et 1980 par l'héritier de la Couronne d'Angleterre à une femme habitant à Montréal (Canada), Janet Jenkins qui était employée au consulat britannique à Montréal lors de sa rencontre avec le jeune prince. Dans une lettre datée du 8 juin 1980, huit mois avant l'annonce de ses fiançailles avec Diana, le prince de Galles, qui a alors 31 ans, explique ressentir la pression de son entourage pour qu'il se marie.
  - Le gouvernement britannique annonce prendre le contrôle de la Lloyds, un des fleurons bancaires du pays : l'État a accepté de garantir quelque 260 milliards de livres (290,5 milliards d'euros) d'actifs à risque en échange d'une prise de participation majoritaire dans le capital de l'institution. La part de l'État britannique dans le capital de la Lloyds passe ainsi de 43,5 % à 65 %. Le bénéfice net 2008 part du groupe de l'ex-Lloyds TSB s'est écroulé à 819 millions de livres l'an dernier.
  - Le groupe Halifax-Bank of Scotland (HBOS) annonce une perte nette 2008 - sa première depuis sa naissance en 2001 - de 7,58 milliards de livres, contre un bénéfice net 2007 de 3,965 milliards de livres.
- Lundi 9 mars 2009 : The Guardian, s'appuyant sur un rapport des Nations unies, rapporte que la Grande-Bretagne a tenté de cacher des actes de violation des droits humains les plus élémentaires dans le cadre du programme américain de détentions secrètes dans sa lutte contre le terrorisme. Le quotidien anglais précise que le document est très critique envers les officiers du renseignement britannique qui ont tenu au secret des détenus au Pakistan pour des interrogatoires dans de « prétendus lieux sûrs où ils ont été torturés ».
- Mardi 17 mars 2009 : Une polémique se développe sur le montant de la retraite dorée de Fred Goodwin, l'ex-patron de la banque britannique Royal Bank of Scotland, un membre du gouvernement, Lord Myners, secrétaire d'État à la City, accuse le conseil d'administration d'avoir contrevenu aux règles pour satisfaire ses exigences. La banque a essuyé l'an dernier une perte de 27 milliards d'euros, un record pour une entreprise britannique[9].

- Mercredi 18 mars 2009 :

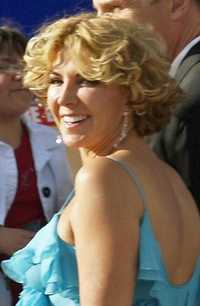
Natasha Richardson
(juin 2008)

  - Le taux de chômage atteint en janvier son niveau le plus haut depuis 12 ans, pour dépasser les deux millions de personnes sans emploi, soit 6,5 % de la population active en Grande-Bretagne en janvier. Le secteur industriel a notamment été durement frappé par la crise économique mondiale, perdant 120 000 emplois en 2008. Selon l'économiste John Philpott : « Non seulement le chômage revient à son niveau de 1997, mais il semble maintenant que nous nous dirigions vers les pires perspectives pour l'emploi en Grande-Bretagne depuis l'après-guerre […] Le plein emploi n'est pas seulement en train de s'éloigner, il disparaît sans laisser de trace ».
  - Décès de l'actrice Natasha Richardson à l'hôpital Lennox Hill de Manhattan, deux jours après l'accident de ski dont elle a été victime au Canada dans une station huppée du Québec.
- Jeudi 19 mars 2009 :
  - La commission britannique de la concurrence donne deux ans à l'opérateur aéroportuaire BAA (groupe Ferrovial) pour céder trois de ses sept aéroports britanniques. Il pourrait s'agir de ceux de Gatwick et Stansted qui desservent Londres et celui d’Édimbourg ou Glasgow, en Écosse.
  - Le groupe audiovisuel BBC annonce un plan triennal d'économies portant sur 400 millions £ (425 millions €) comprenant le gel des salaires de la direction et la baisse des cachets des animateurs vedettes. La BBC a déjà supprimé 7 200 postes en quatre ans et doit encore procéder à 1 200 autres suppressions d'emplois. Outre ses problèmes financiers, la BBC a été concernée ces derniers mois par une série de scandales, comme le trucage de jeux téléphoniques ou la polémique déclenchée par un sketch téléphonique à l'humour douteux de deux animateurs de radio 2.
- Mercredi 25 mars 2009 :
  - Le Bureau de gestion de la dette (Debt Management Office, DMO), l'agence gouvernementale chargée d'émettre la dette de l'État britannique sur le marché obligataire, échoue à placer totalement un emprunt pour la première fois depuis des années, alors que la dette publique du Royaume-Uni est en train d'exploser. L'emprunt de 1,75 milliard de livres remboursable en 2049 n'a réussi à écouler auprès des investisseurs que 93 % de cette somme, soit 1,63 milliard de livres.
  - La maison d'enchères Mullock's dans le Shropshire, annonce qu'elle allait proposer prochainement à la vente des toiles d'Adolf Hitler. Les 13 toiles sont pour la plupart des aquarelles et incluent un autoportrait pour lequel Adolf Hitler s'est représenté assis sur un pont. « Le vendeur est un important collectionneur d'objets de la Seconde Guerre mondiale; il les a achetées à celui qui les a saisies en 1945 », un soldat britannique qui se trouvait alors à Essen. « Il en a vendu certaines il y a des années et elles avaient alors été évaluées par un expert » mais il a laissé le reste dans un garage oubliant leur existence jusqu'à ce qu'il les retrouve il y a un mois ou six semaines[10].
- Jeudi 26 mars 2009 : Selon la revue spécialisée « BMC Psychiatry », des thérapeutes britanniques proposeraient encore des traitements pour aider des homosexuels à devenir hétérosexuels contre toute preuve que pareille démarche présente une quelconque utilité et ne soit pas nocive, selon une étude publiée. De tels traitements étaient à leur apogée en Angleterre dans les années 1960 et 1970, mais il y a bien longtemps que l'orientation sexuelle homosexuelle ou bisexuelle n'est plus considérée comme une maladie mentale, notamment par l'Organisation mondiale de la santé.
- Vendredi 27 mars 2009 : Le général Richard Dannatt, chef d'état-major de l'armée de terre britannique, annonce que les éléments d'une brigade de 4 000 soldats ont été réservés en vue de renforts en Afghanistan. Le contingent britannique sera porté à un chiffre qui se situera « quelque part entre » le niveau actuel, plus de 8 000 soldats et 12 000. Le Royaume-Uni est le second contributeur de troupes de l'OTAN en Afghanistan.

#### Deuxième trimestre
- Jeudi 2 avril 2009 :
  - Ouverture du sommet des chefs d'État du G20 à Londres.
  - L'assureur Aviva prépare, selon le syndicat Unite, la prochaine suppression de 1 100 postes de travail au Royaume-Uni pour réaliser des économies.
  - La compagnie aérienne British Airways annonce qu'elle allait vendre onze de ses quinze Boeing 757, afin de réaliser des économies, et qu'ils seraient remplacés par des Airbus de la famille A320 en sa possession ou déjà commandés. Les appareils devrait quitter la flotte principale de la compagnie entre 2010 et 2012 et devraient être convertis en avions cargo. Les quatre B757 restants continueront à être exploités par OpenSkies, la filiale créée l'an dernier pour profiter de l'accord « ciel ouvert » entre les États-Unis et l'Europe.
- Samedi 4 avril 2009 : Jade Goody, star britannique de la téléréalité décédée le 22 mars à l'âge de 27 ans au terme d'un combat très médiatisé contre le cancer, a été enterrée aujourd'hui à Buckhurst Hill, au nord-est de Londres, lors de funérailles suivies par une large foule émue. La jeune femme avait d'abord suscité la polémique en décidant de médiatiser à l'excès son combat contre un cancer de l'utérus pour, disait-elle, assurer l'avenir financier de ses enfants. Puis sa lente agonie publique avait fini par bouleverser l'opinion.
- Jeudi 9 avril 2009 : Démission de Bob Quick (en), le chef de la section anti-terroriste de Scotland Yard, à la suite d'une grave bévue qui avait obligé la police à déclencher en urgence l'arrestation de 12 terroristes présumés dans le nord-ouest de l'Angleterre, dont 11 ressortissants pakistanais. Il avait été photographié la veille à son arrivée à Downing Street, pour un entretien avec le premier ministre, Gordon Brown, avec des documents sur lesquels étaient lisibles les détails de cette opération.
- Jeudi 16 avril 2009 : Le ministre des Finances, Alistair Darling, annonce que la dette publique annuelle va atteindre quelque 175 milliards de livres (200 milliards d'euros) sur les deux prochaines années, soit plus de 12 % de produit national brut et le pire déficit depuis la Seconde Guerre mondiale.
- Samedi 18 avril 2009 :
  - Mort de Lord Eddie George (70 ans), ancien gouverneur de la Banque d'Angleterre.
  - Le prince Philip (87 ans) est désormais détenteur du record de longévité d'un consort de monarque britannique, jusqu'alors détenu par la princesse Charlotte épouse du roi George III, avec 57 ans et 70 jours.
- Dimanche 19 avril 2009 : Mort de l'écrivain James Graham Ballard (78 ans), célèbre pour son livre Empire du Solei où il raconte les années de son enfance passées dans un camp de détention japonais. Il est considéré comme un des plus grands auteurs de science-fiction.
- Mercredi 22 avril 2009 :
  - Le taux de chômage a grimpé à 6,7 % sur les trois mois achevés en février, contre 6,1 % sur les trois mois précédents, le nombre de chômeurs a atteint 2,10 millions, soit 486 000 de plus par rapport à un an plus tôt. Selon le cabinet IHS Global Insight : « Les annonces de plans de licenciement continuent à dominer et un nombre important d'entreprises mettent la clé sous la porte sous le coup d'une profonde récession ».
  - Les finances publiques ont enregistré un déficit record à 28,4 milliards de livres (32 milliards €) en mars, très supérieur aux attentes, tandis que la dette publique grimpait à 50,9 % du PIB à la fin de l'exercice fiscal 2008/2009, elle atteint désormais 743,6 milliards de livres (838 milliards €), incluant les interventions du gouvernement dans le secteur bancaire.
- Dimanche 26 avril 2009, Formule 1 : Le Britannique Jenson Button (Brawn GP) remporte le Grand Prix de Bahreïn, quatrième des dix-sept épreuves du Championnat 2009 de Formule 1, sur le circuit de Sakhir.
- Lundi 27 avril 2009 :
  - Les deux premiers cas de grippe A (H1N1) sont confirmés au Royaume-Uni.
  - Selon le « Sunday Times », le groupe EDF, plus important fournisseur d'électricité au Royaume-Uni, aurait eu recours, comme en France, à des officines privées pour espionner la branche britannique de Greenpeace, à une époque où il cherchait à s'installer outre-manche pour construire un réacteur nucléaire de nouvelle génération.
- Mercredi 29 avril 2009 : L'Autorité de démantèlement nucléaire (NDA), annonce que le producteur d'énergie français EDF allié à des consortiums regroupant ses concurrents allemands EON et RWE a remporté les enchères organisées pour trois sites destinés à accueillir de nouvelles centrales nucléaires. Il s'agit d'un premier terrain de 200 hectares situé à Bradwell (sud-est), d'une autre situés à Wylfa (Pays de Galles) et d'un troisième situé à Oldbury (sud-ouest). Selon la NDA, cette vente aux enchères devrait rapporter au total jusqu'à 387 millions de livres (environ 434 millions €).
- Vendredi 1er mai 2009 :
  -  Écosse : Un premier cas confirmé de transmission de la grippe H1N1 sur le territoire britannique même.
  - Un nombre total de dix cas de grippe H1N1 sont confirmés à ce jour au Royaume-Uni.
- Lundi 4 mai 2009 : Le ministère de la Santé confirme 27 cas de grippe H1N1 dont 7 contractés sur le territoire britannique même.
- Vendredi 8 mai 2009 : Selon le Daily Telegraph, le scandale dit des « notes de frais » n'épingle pas moins de 13 ministres dont le premier ministre Gordon Brown lui-même qui se seraient fait indûment rembourser des frais aux dépens du contribuable[11].
- Lundi 11 mai 2009 :
  - Le Royaume-Uni envisage d'annuler sa commande de 88 avions de combat européen Eurofighter dans le cadre de la troisième tranche de livraison — comprenant 236 avions pour tous les partenaires — ce qui l'obligerait à payer plus de deux milliards de livres (2,3 milliards €) de pénalités. Le Royaume-Uni a déjà bénéficié d'un accord de ses partenaires pour compter dans son contingent 72 appareils commandés par l'Arabie saoudite[12].
  - Accord entre le français EDF et le britannique Centrica sur le rachat par Centrica de 20 à 25 % détenus par EDF dans British Energy depuis septembre 2008 contre les 51 % détenus par Centrica dans la société belge SPE.
- Vendredi 15 mai 2009 : Le secrétaire d'État à la Justice, Shalik Malik, est suspendu de son poste dans l'attente des résultats d'une enquête sur ses notes de frais.
- Samedi 16 mai 2009 : Le premier ministre Gordon Brown s'engage à sévir contre les ministres qui tricheraient sur leurs notes de frais, tentant ainsi de rétablir la confiance des Britanniques dans leurs hommes politiques après plus d'une semaine de révélations désastreuses : « Je veux assurer chaque citoyen de mon engagement à assainir complètement le système et lui faire savoir que si une décision disciplinaire immédiate est nécessaire, je la prendrai, quelles que soient les circonstances […] Tout député qui sera pris à enfreindre les règles ne participera pas à mon gouvernement » se déclarant « consterné parce que les gens devraient attendre en toutes circonstances un comportement irréprochable de la part de ceux qui participent à la vie publique. Furieux parce que j'ai été élevé […] dans la croyance que la confiance, l'intégrité et l'honnêteté sont les biens les plus précieux qui soient »[13].
- Dimanche 17 mai 2009 : 101 cas de grippe A(H1N1) sont confirmés au Royaume-Uni, dont 92 en Angleterre, 8 en Écosse et 1 en Irlande du Nord. 155 autres cas sont en attente de l'analyse.
- Mardi 19 mai 2009 : Démission du président de la chambre des Communes britannique, Michael J. Martin, visé par une motion de défiance pour son rôle dans le scandale des notes de frais et vivement critiqué lundi par une vingtaine de députés. Les dirigeants des grands partis se sont réunis pour discuter des moyens de réformer un système de défraiement des députés largement discrédité par une série de révélations embarrassantes dans la presse depuis plus d'une semaine.
- Mercredi 20 mai 2009 : Grèves sauvages sans préavis dans le secteur de l'énergie contre l'emploi de travailleurs étrangers au Royaume-Uni. Selon Paul Kenny, secrétaire général du syndicat GMB : « Colère et indignation grandissent face aux tentatives répétées dans différents projets importants à travers le pays d'exclure les travailleurs locaux des opportunités d'emploi de ces projets »[14].
- Jeudi 21 mai 2009 : Suicide à Paris de la comédienne britannique Lucy Gordon (28 ans), révélée dans le film « Les Poupées Russes » de Cédric Klapisch.
- Vendredi 22 mai 2009 : La compagnie aérienne British Airways annonce une perte record en 2008/09 de 375 millions de livres (425 millions d'euros) et noté des conditions d'exploitation « extrêmement difficiles », estimant que la reprise prendrait plus de temps que prévu à arriver.
- Dimanche 24 mai 2009 : Le Grand prix de Monaco de Formule 1 est remporté par le Britannique Jenson Button (Brawn GP).
- Samedi 30 mai 2009 :
  - Le leader du parti conservateur britannique, David Cameron, annonce la création dans le nouveau Parlement européen d'un groupe antifédéraliste, avec le parti conservateur polonais Droit et Justice (PiS) et la droite libérale tchèque (ODS) de l'ex-premier ministre tchèque Mirek Topolanek : « Pour la première fois depuis l'élargissement, un groupe fort de centre-droit fera son apparition au Parlement européen et sera une alternative aux idées fédéralistes […] Nous voulons nous écarter d'une Union européenne bureaucratisée, repliée sur elle-même et gaspilleuse de ses ressources. Nous voulons passer à une Union européenne qui cherchera une relance économique […] Aujourd'hui, les peuples européens aspirent à une Union européenne d'États nationaux et non à des États-Unis d'Europe […] »[15].
  - Mort de la dernière survivante du naufrage du RMS Titanic, Millvina Dean (97 ans), dont la famille avait voulu émigrer aux États-Unis, alors qu'elle était un bébé âgé de deux mois quand le Titanic à bord duquel ils se trouvaient a coulé en 1912 après avoir heurté un iceberg. Elle avait été placée dans un sac, puis mise en sécurité. Sa mère et son frère avaient également survécu, mais son père avait trouvé la mort dans le naufrage.
- Mardi 2 juin 2009 : selon le quotidien The Daily Telegraph, le ministre des Finances, Alistair Darling, est à son tour touché par le scandale des notes de frais. Il aurait demandé un remboursement pour la location d'un appartement à Londres puis réclamé le paiement de frais de logement pour son appartement de fonction à Downing Street, à côté de la résidence du Premier ministre Gordon Brown. Après avoir nié ces allégations, le Chancelier de l'Échiquier a promis de rembourser les sommes concernées[16].
- Mercredi 3 juin 2009 : la ministre des Communautés, Hazel Blears, mise en cause dans le scandale des notes de frais, annonce à son tour sa démission du gouvernement, alors que plusieurs autres ministres sont donnés partants par les médias. Selon The Guardian, une pétition appelant au départ de Gordon Brown a déjà recueilli cinquante signatures auprès d'élus travaillistes.
- Vendredi 5 juin 2009 : le ministre britannique des Transports, Geoff Hoon, annonce sa démission. Il s'agit du septième membre du gouvernement de Gordon Brown à démissionner. À la suite de la démission de sept ministres mis en cause dans le scandale des notes de frais, le premier ministre annonce procéder à un remaniement ministériel.
- Samedi 6 juin 2009 : Le ministère de la Santé annonce que le nombre des personnes atteintes de la grippe H1N1 au Royaume-Uni se monte à 528 cas avérés. L'Écosse est la région la plus touchée proportionnellement au nombre d'habitants.
- Dimanche 7 juin 2009 : Le Grand Prix de Turquie, épreuve du Championnat 2009 de Formule 1, est remporté par le Britannique Jenson Button (Brawn GP) sur le circuit d'Istanbul, devant les deux Red Bull de l'Australien Mark Webber et de l'Allemand Sebastian Vettel.
- Samedi 13 juin 2009 : Le prince Charles, connu pour ne guère apprécier l'architecture moderne, est vivement critiqué pour avoir établi un « très dangereux précédent » en intervenant pour bloquer un important projet immobilier à Londres de la société d'investissements immobiliers du Qatar. Ils lui aurait demandé de revoir le projet de réaménagement d'un ancien site militaire de 5 hectares à Chelsea[17].
- Mardi 16 juin 2009 : La compagnie aérienne British Airways appelle, dans un courrier électronique adressé à ses quelque 30 000 salariés au Royaume-Uni, à suivre l'exemple de leur patron, Willie Walsh et de travailler gratuitement une semaine à un mois, afin d'aider leur entreprise « à survivre ». Depuis le mois dernier, le groupe leur propose, sur une base volontaire, de prendre des congés non payés ou de travailler à temps partiel, afin d'aider à réduire la masse salariale. La compagnie a essuyé une perte nette part du groupe de 375 millions de livres (425 millions d'euros) sur l'année achevée le 31 mars, contre un bénéfice de 712 millions un an plus tôt. La compagnie a énormément souffert de la crise économique, qui a fait s'effondrer le trafic de ses très lucratives classes supérieures (-17,2 % sur un an).
- Mercredi 17 juin 2009 :
  - Le taux de chômage britannique, au sens du BIT est à 7,2 % sur les trois mois achevés en avril, en hausse de 1,9 point par rapport à un an plus tôt.
  - Le Comité olympique britannique a accumulé 1,5 million de livres (environ 1,8 million d'euros) de pertes en 2008, après 1,3 million de pertes en 2007, et a dû recourir à un prêt accordé en urgence par le comité d'organisation des Jeux de Londres en 2012 (LOCOG). Selon la BBC, s'il continue à ce rythme, « il pourrait être en faillite en 2012 ». La cellule scientifique de suivi des plus grands espoirs de médailles est jugée onéreuse et à l'efficacité douteuse. Ce plan devait initialement être financé par des fonds privés, mais Woodward n'est pas parvenu à trouver de parrain; le sport britannique ayant été touché par la crise mondiale et les budgets de plusieurs sports en ont pâti.

- Jeudi 18 juin 2009 :
  - Démission de la secrétaire d'État aux Finances, Kitty Ussher afin d'éviter de mettre le premier ministre dans l'embarras. Selon le Daily Telegraph, elle ne se serait pas acquittée du paiement de l'impôt sur les plus-values provenant de la vente d'une maison.
  - Mort à Cologne (Allemagne) de l'universitaire et homme politique germano-britannique, Ralf Dahrendorf (80 ans), sociologue spécialiste des conflits sociaux. Ancien commissaire européen et ancien député libéral au parlement allemand, Ralf Dahrendorf avait acquis la nationalité britannique en 1988. Après avoir été anobli par la reine, il siégeait depuis 1993 à la chambre des Lords.
  - Le déficit public britannique mensuel s'est gonflé à 18,8 milliards de livres (22,1 milliards d'euros) en mai, contre 9,6 milliards un an plus tôt.
  - Le Parlement britannique publie les notes de frais des députés depuis 2004 à la suite du scandale des notes de frais révélé par le quotidien Daily Telegraph[18].
- Samedi 20 juin 2009 :
  - Le premier ministre Gordon Brown admet avoir été « blessé » par les critiques dirigées contre lui et a assuré qu'il pourrait aisément quitter ses fonctions. Son autorité a été sérieusement ébranlée par la récente démission de plusieurs ministres, par le scandale des notes de frais des parlementaires et par les sévères déconvenues enregistrées par son Parti travailliste lors des récentes élections européennes et locales : « C'est facile de trouver un individu à blâmer et faire de cette personne l'origine du problème, mais nous avons été frappés par un ouragan économique mondial, par un scandale de notes de frais inédit dans l'histoire de Westminster et nous sommes au gouvernement depuis 12 ans »[19]. Cependant, il se dit déterminé à rester à son poste et à conduire le Parti travailliste aux prochaines élections générales prévues d'ici juin 2010[20].
  - Bernie Ecclestone déclare que le Grand Prix de Grande-Bretagne pourrait rester à Silverstone l'an prochain si le circuit de Donington, qui devait le remplacer, n'était pas prêt à temps, car sa direction est en butte à des problèmes juridiques et financiers et les doutes croissent sur sa capacité à fournir un circuit aux normes de la F1 dans un an.
- Lundi 22 juin 2009 : Le député conservateur John Bercow (46 ans) devient le nouveau président — le « speaker » — de la Chambre des communes, après la démission de son prédécesseur, le travailliste Michael Martin, dans le contexte difficile du scandale des notes de frais des députés britanniques[21]
- Jeudi 25 juin 2009 : Près de 7 000 employés de la compagnie aérienne British Airways, sur 40 000, ont consenti à des réductions de salaires, sous forme de travail à temps partiel, de congés sans solde ou de semaines de travail non rétribué, pour aider leur entreprise à combler ses pertes, dont huit cents qui travailleront gratuitement, un mois maximum. Ses sacrifices financiers représentent environ 10 millions de livres (près de 12 millions d'euros) pour une perte nette part du groupe de 375 millions de livres (425 millions d'euros)[22].
- Lundi 29 juin 2009 :
  - L'OCDE s'inquiète pour le long terme de la dégradation des finances publiques britannique, avec un déficit qui devrait s'envoler selon ses calculs à 14 % du PIB en 2010, avec une chute du PIB de 4,3 % en 2009 et une croissance en 2010. La crise financière pourrait amputer durablement la croissance du pays, étant donné l'importance du secteur financier. Les mesures gouvernementales de soutien au secteur financier, les plans de relance budgétaires et les efforts considérables des autorités pour assouplir le marché du crédit ont permis d'amortir la récession à court terme, mais « le gouvernement doit persévérer dans la mise au point d'un plan robuste et crédible de réduction progressive de la dette une fois que la reprise sera engagée [...et] continuer d'accorder une large place aux politiques visant à accroître le taux d'activité afin de consolider l'offre de main-d’œuvre à moyen terme ». Le gouvernement est aussi invité à accentuer les réformes du système de santé publique, le NHS, en vue d'améliorer son « efficacité ».
  - Selon l'Office des statistiques, le Royaume-Uni connaît sa pire récession depuis 1958 qui a débuté dès le deuxième trimestre 2008.

#### Troisième trimestre
- Samedi 4 juillet 2009 :
  - Selon le patron de la Formule 1 Bernie Ecclestone (78 ans) dans une interview sur le thème des dictateurs publiée par le Times estime qu'Adolf Hitler « était efficace » et la démocratie « n'a pas fait grand bien à beaucoup de pays » : « C'est terrible à dire je suppose, mais à part le fait qu'Hitler s'est laissé emporter et persuader de faire des choses dont j'ignore s'il voulait les faire ou pas, il était en position de commander beaucoup de gens et d'être efficace [...] À la fin il s'est perdu, donc il n'était pas un très bon dictateur »[23].
  - Mort d'Allen Klein, fondateur du label ABKCO et manager de nombreux artistes.
- Lundi 6 juillet 2009 : Cinquième décès du à la grippe A (H1N1) dans le pays, un enfant de 9 ans. Les autorités sanitaires annoncent plus de 7.500 cas confirmés avec un fort taux de progression de la maladie.
- Jeudi 9 juillet 2009 : Des tabloïdes britanniques du News Group Newspapers (News of the Word et The Sun) de Rupert Murdoch auraient versé plus d'un million de livres pour étouffer l'affaire auprès de trois victimes dont le téléphone mobile aurait été mis sur écoute dans l'espoir d'obtenir des informations exclusives afin d'éviter des poursuites qui risquaient de révéler que ses journalistes étaient impliqués dans l'écoute illégale de milliers de personnalités, selon The Guardian. Les reporters auraient eu recours aux services de détectives privés pour obtenir des informations qui incluent aussi des données confidentielles telles que des déclarations fiscales, ou des relevés de comptes bancaires[24].
- Vendredi 10 juillet 2009 :
  - Le premier ministre Gordon Brown annonce que la Grande-Bretagne, dans le cadre d'un désarmement mondial, pourrait réduire le nombre de ses têtes nucléaires son arsenal nucléaire en échange d'un abandon par Téhéran et Pyongyang de leurs programmes nucléaires.
  - Quinzième décès au Royaume-Uni du à la grippe A (H1N1) et premier qui ne présentait aucun problème annexe de santé. 9.718 cas confirmés de grippe ont été enregistrés à la date du 8 juillet, dont 335 sont hospitalisés et 43 dans un état grave.
- Lundi 13 juillet 2009 :
  - Une polémique se développe sur la présence des forces britanniques en Afghanistan alors que 15 soldats y sont morts depuis le début du mois portant à 184 le nombre de soldats tués depuis le début de l'intervention. Le premier ministre Gordon Brown a annoncé que le contingent sur place est porté de 8.300 à 9.100 soldats[25].
  - Pour échapper aux hausses d'impôts, la chaîne mondiale de restauration rapide McDonald's Europe annonce son déménagement de Londres à Genève, où il bénéficiera d'un régime fiscal plus avantageux, selon le Financial Time. Début mai, l'éditeur et organisateur de salons britannique Informa avait annoncé s'expatrier en Suisse et y devenir résident fiscal afin d'échapper aux nouvelles mesures d'imposition. Plusieurs grands groupes américains, dont Procter & Gamble, Google et Yahoo et Electronic Arts, ont déjà déménagé leurs activités du Royaume-Uni en Suisse[26].
- Mardi 14 juillet 2009 : Le Secrétaire d’État à la Santé Ara Darzi, un chirurgien et un chercheur, est le douzième membre du gouvernement de Gordon Brown à annoncer son départ en quelques semaines. Il était au gouvernement depuis 2007.
- Mercredi 15 juillet 2009 : Le Royaume-Uni a réduit d'environ 21 % ses émissions de CO2 par rapport au niveau de 1990 et se fixe comme objectif qu'un tiers de l'électricité produite en 2020 provienne de sources renouvelables. Le ministre Ed Miliband a présenté aujourd'hui un Livre Blanc dévoilant la stratégie britannique pour atteindre l'objectif de réduction de 80 % d'ici 2050 des émissions de gaz à effet de serre. Il prévoit que 40 % de l'électricité consommée à cette échéance provienne de sources renouvelables (éolien, mer, biomasse), contre 6 % actuellement. Le reste devrait provenir du nucléaire et de « charbon propre », considérés comme des sources peu polluantes en CO2.
- Vendredi 17 juillet 2009 : La compagnie aérienne British Airways annonce le lancement d'une émission d'obligation convertibles de 300 millions de livres (environ 350 millions d'euros), dans le cadre d'un plan pour renforcer ses liquidités de 600 millions de livres au total.
- Mardi 21 juillet 2009 :
  - Selon la commission des Affaires intérieures à la chambre des Communes, des milliers de migrants sont parvenus à obtenir des visas d'étudiant pour résider et travailler illégalement en Grande-Bretagne grâce à des établissements d'enseignement douteux : « Des actions vigoureuses doivent être entreprises contre les individus dont les visas sont périmés pour s'assurer qu'ils quittent le pays, ainsi que contre ceux qui ont créé de faux établissements pour un trafic de visas ». Ce rapport met en doute la rigueur des inspections, soulignant notamment que les services de contrôle de l'immigration ont coutume d'avertir à l'avance les établissements visités. Ces établissements douteux sont « le talon d'Achille » des contrôles migratoires britanniques[27].
  - Le jeune britannique Tom Daley (15 ans) devient champion du monde de plongeon 10 mètres devançant les favoris chinois, Qiu Bo et Zhou Luxin.
- Mercredi 22 juillet 2009 : Depuis un an 2 377 pubs ont fermé, causant la perte de 24 000 emplois, et au total 5 134 lors des trois dernières années. l'Association britannique de la bière et des pubs (BBPA) explique ces faillites par la crise économique, mais aussi par la hausse de 20 % en deux ans de la taxe sur la bière.
- Vendredi 24 juillet 2009 :
  - Le PIB britannique s'est contracté de 5,6 % sur un an selon les chiffres publiés par l'Office des statistiques nationales.
  - L'Office de régulation des marchés du gaz et de l'électricité (OFGEM) punit EDF Energy d'une amende de 2 millions de livres sterling (2,32 millions d'euros) pour ne pas avoir respecté les délais de connexion à son réseau de trois mois garanti par contrat pour ses clients.
- Mardi 28 juillet 2009 : La Fédération internationale de rugby à XIII a choisi le Royaume-Uni comme pays hôte de la prochaine Coupe du monde de rugby à XIII en 2013[28].

### Angleterre
- Vendredi 9 janvier 2009 : Inauguration à Londres après travaux du Ciné Lumière, une salle de spectacle, centre culturel et linguistique, dépendant de l'Institut français et situé dans le quartier de South Kensington. Sa marraine est l'actrice Catherine Deneuve qui l'avait déjà inaugurée il y a vingt ans lors de sa création. Chaque année, la salle accueille 900 spectacles essentiellement francophones et offre ses 300 places aux 200 000 français de Londres. Les travaux d'un montant de 900 000 € ont permis d'installer un projecteur numérique et de restaurer la décoration Art déco d'origine.
- Samedi 10 janvier 2009 :
  - Outre les grands magasins Woolworths, 29 autres chaînes de distribution ont été placées ces derniers temps sous administration judiciaire, dont les très chics magasins de thé et de porcelaine Whittard of Chelsea, la célèbre maison de couture Hardy Amies (en) qui habillait la reine Elizabeth II depuis 1952 ou son fournisseur de porcelaine Royal Worcester & Spode (en) (12 novembre), le fournisseur de cristal et de porcelaine de la Couronne Waterford Wedgwood (5 janvier)[29].
  - Décès de William Stone (108 ans), l'un des quatre derniers vétérans britanniques de la Première Guerre mondiale. Il a servi pendant 27 ans la Marine royale et a participé aux deux guerres mondiales. Les trois autres vétérans toujours en vie sont Henry Allingham (112 ans), Harry Patch (110 ans) et Claude Choules (107 ans) qui vit en Australie depuis plusieurs décennies.
- Mardi 20 janvier 2009 : Les 15 membres d'équipage d'un vol de la compagnie aérienne sud-africaine South African Airways ont été arrêtés à l'aéroport londonien de Heathrow après la découverte de 50 kilos de cannabis à bord de leur avion. La drogue, d'une valeur estimée à 150 000 livres (160 000 euros) à la revente, a été découverte cachée dans trois bagages à bord d'un vol en provenance de Johannesburg.
- Vendredi 30 janvier 2009, Devon : Un homme de 22 ans, Nicky Reilly, a été condamné à la prison à vie avec un minimum de 18 ans d'enfermement pour une tentative d'attentat-suicide dans un restaurant d'Exeter le 22 mai 2008. Converti à l'Islam, sous le nom de Mohammed Rashif Saeed-Alim, devenu militant radical, il avait plaidé coupable en octobre dernier de préparation d'attentat et de tentative de meurtre. Ayant des antécédents psychiatriques, souffrant du syndrome d'Asperger et de difficultés d'apprentissage, il avait appris les rudiments de la confection d'explosifs sur internet[30].
- Samedi 14 février 2009 : Un avion de British Airways atterrit en catastrophe à l'aéroport de Londres City sans faire de victimes hormis 4 blessés légers. Le vol BA 8456 en provenance d'Amsterdam avec 67 passagers et 4 membres d'équipage à bord a connu une défaillance de son train avant au moment de l'atterrissage.
- Lundi 9 mars 2009 : Un portrait de William Shakespeare, considéré comme le seul tableau connu représentant le dramaturge et réalisé de son vivant, est dévoilé à Londres, après avoir été récemment identifié dans la collection privée de la famille Cobbe. La toile aurait été peinte en 1610, six ans avant la mort de Shakespeare, à l'âge de 46 ans.
- Vendredi 13 mars 2009 : Les quelque 500 000 billets, mis en vente pour les 49 concerts que Michael Jackson doit donner à Londres, du 8 juillet 2009 au 12 février 2010, ont été vendus en quelques heures[31].
- Vendredi 20 mars 2009 : Le groupe pétrolier français Total est condamné à assurer seul le dédommagement des dégâts provoqués par l'incendie fin 2005 du dépôt de carburant de Buncefield, au nord de Londres, évalués à 750 millions de livres (environ 800 millions d'euros). La Haute Cour de Londres juge que seule la responsabilité de Total était engagée car l'ensemble des personnes travaillant sur le site de Buncefield sont en contrat avec le groupe français.
- Samedi 28 mars 2009 : Quelque 35 000 manifestants, à Londres, demandent plus « d'emplois, de justice et d'efforts pour le climat » craignant que le prochain sommet des pays les plus industrialisés se concentre sur la finance. La manifestation s'est déroulée sans incidents.
- Mercredi 1er avril 2009 : Mort d'un manifestant anti-G20, survenue à l'intérieur d'un cordon policier sur Saint Michael's Alley, non loin de la Banque d'Angleterre, où des milliers de manifestants convergeaient. L'homme, d'une trentaine d'années, serait décédé des suites d'un malaise cardiaque après son transport à l'hôpital. 64 manifestants ont été arrêtés.
- Mardi 7 avril 2009 : Une vidéo diffusée par les médias montre l'homme, qui a succombé à un malaise cardiaque en marge d'une manifestation anti-G20 la semaine dernière, jeté au sol par un policier anti-émeute, alors qu'il ne semble pas prendre part à la protestation ni provoquer aucun agent, avançant d'une manière nonchalante, les mains dans les poches, suivi de près par un groupe de policiers qui semble lui enjoindre d'accélérer le pas. L'un d'eux le pousse alors dans le dos.
- Samedi 11 avril 2009 : Une grave émeute de l'ensemble des 400 détenus dans la prison d'Ashwell, classée à risque faible et située à Oakham (centre-est), déclenche un incendie.

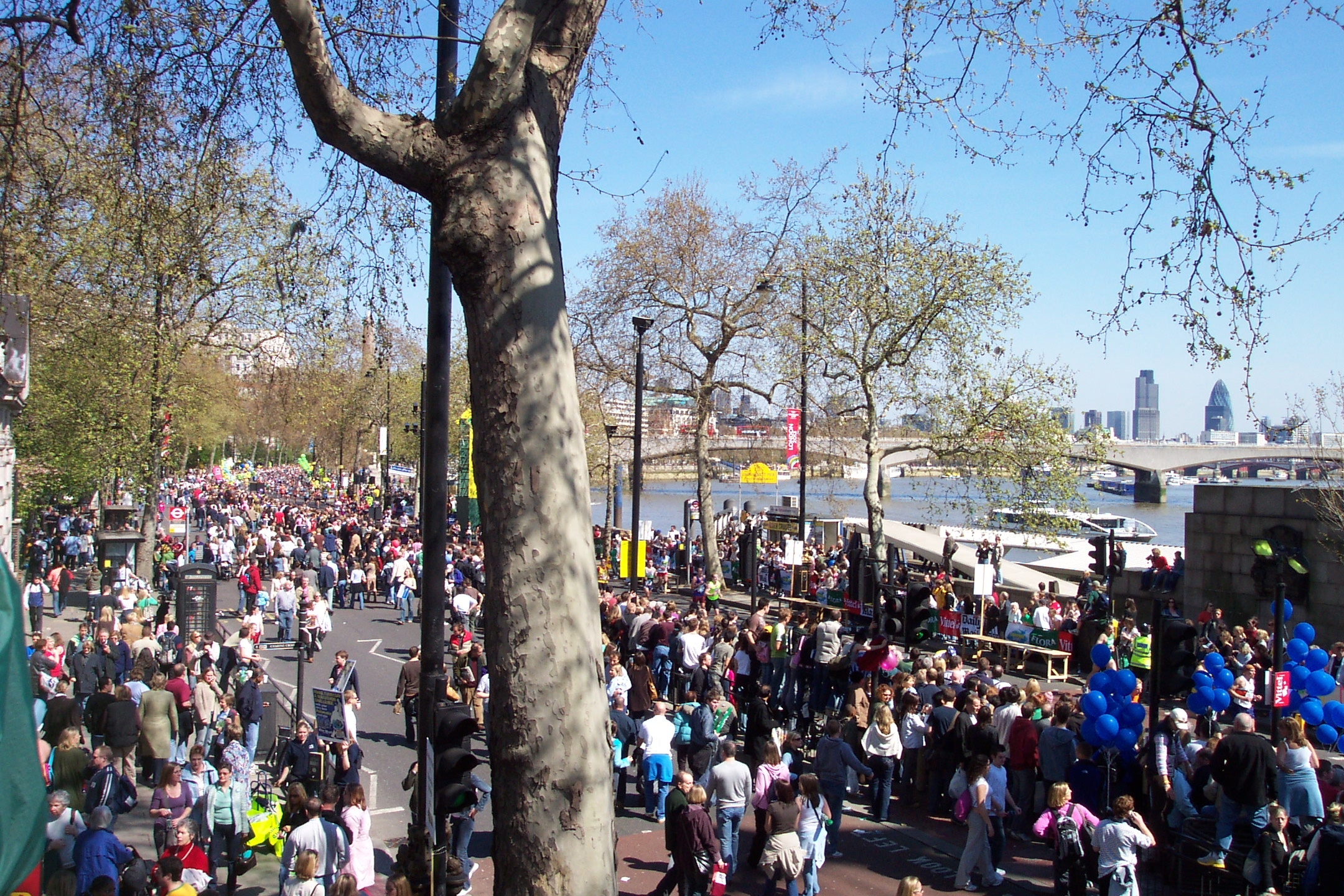
Marathon de Londres
(2005)

- Dimanche 26 avril 2009 : Le marathon de Londres est remporté par le Kényan Samuel Wanjiru dans le temps de 2h5m10s, devançant l'Ethiopien Tsegay Kebede et le Marocain Jaouad Gharib. Chez les femmes, la tenante du titre, l'Allemande Irina Mikitenko remporte la victoire en 2h22m11s, devant la Britannique Mara Yamauchi (en) et la Russe Liliya Shobukhova.

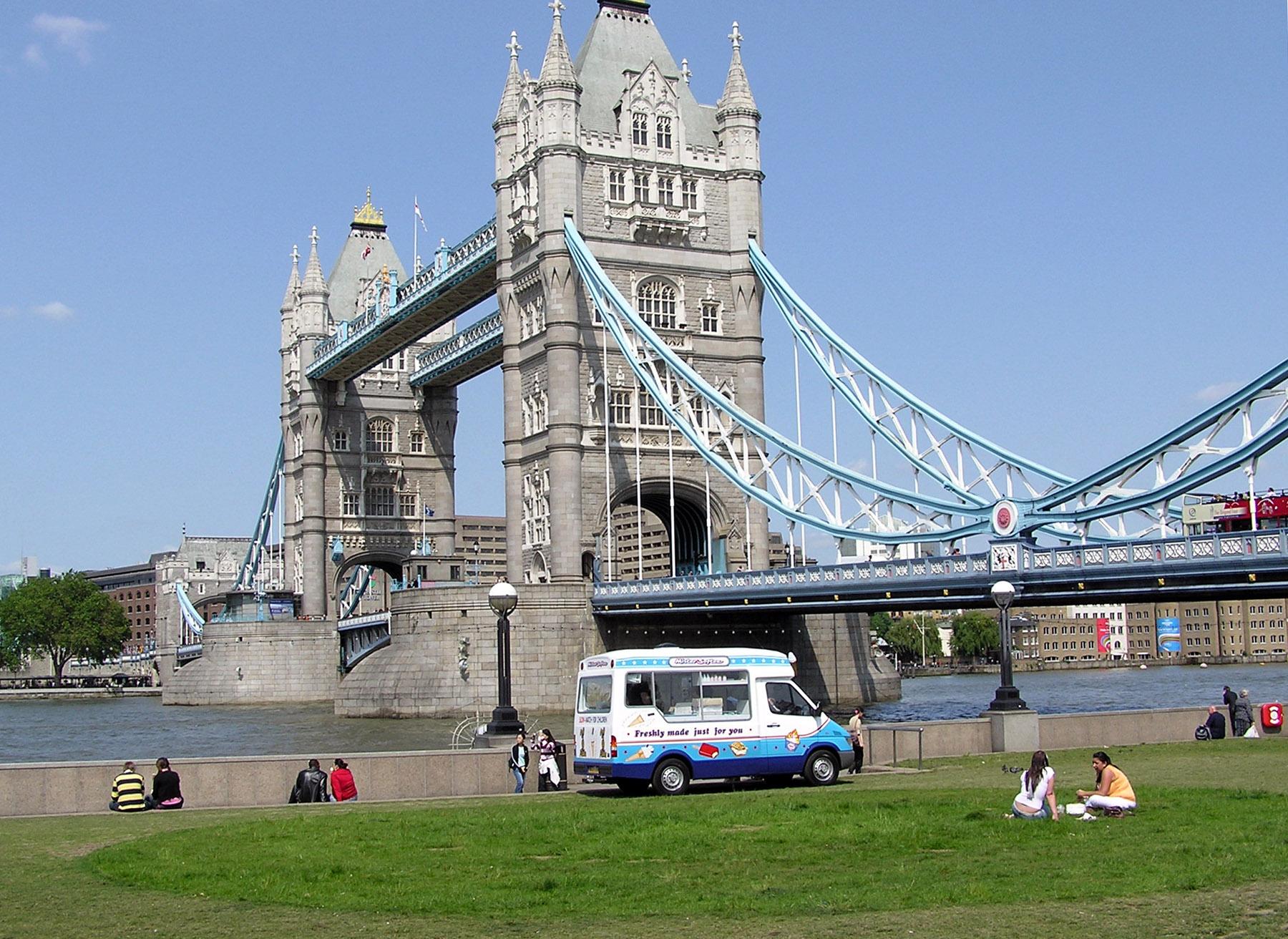
Tower Bridge

- Lundi 11 mai 2009 : La chute d'un ascenseur du Tower Bridge, célèbre pont basculant de Londres, sur les 3 derniers mètres, blesse six personnes aux membres inférieurs.
- Mardi 12 mai 2009, Kent : La chute d'une conduite de chauffage dans une salle de classe, au collège Minster situé sur l'île de Sheppey, blesse 13 collégiens dont 4 grièvement[32].
- Lundi 18 mai 2009 : Une manifestation de 2 500 pro-Tamouls dégénère devant le Parlement à Londres (Royaume-Uni). 5 policiers et 11 manifestants ont été blessés et 10 personnes ont été arrêtées.
- Samedi 30 mai 2009 : La candidate phénomène, Susan Boyle, donnée favorite du concours de la chaîne de télévision ITV, est finalement arrivée deuxième hier soir derrière le groupe de danse urbaine « Diversity » à la finale de « Britain's Got Talent », émission regardée par quelque 19,2 millions de téléspectateurs.
- Dimanche 31 mai 2009 : L'Open d'Europe de golf, joué sur le parcours du London Golf Club, à Kent est remporté par le Français Christian Cévaër.
- Jeudi 4 juin 2009 : Les assassins des 2 étudiants français, Laurent Bonomo et Gabriel Ferez, tués en 2008 à Londres sont reconnus coupables de meurtre, séquestrations, cambriolage et incendie volontaire[33].
- Vendredi 19 juin 2009 : Le groupe pétrolier français Total licencie près de 900 employés de la raffinerie de Lindsey, une semaine après avoir entamé une grève sauvage pour soutenir 51 de leurs collègues licenciés estimant qu'un accord de non suppression d'emplois avait été violé par la direction. Total soutient que la grève était « non officielle et illégale ». Les salariés avaient mené une grève au début de l'année 2009 contre la décision de la direction d'accorder un contrat à une entreprise italienne employant de la main-d'œuvre non britannique. Ils avaient accepté de reprendre le travail après s'être vus garantir la moitié des emplois concernés par ce contrat.
- Vendredi 3 juillet 2009 :
  - L'incendie dans une tour d'habitation du quartier londonien de Camberwell fait 6 morts dont 2 enfants. 16 personnes ont été blessées dont 3 grièvement.
  - La joueuse de tennis américaine Serena Williams (no 2 mondiale) a gagné Wimbledon pour la troisième fois en battant sa sœur Venus Williams en deux sets 7-6 (7/3), 6-2. Il s'agit de son onzième titre en Grand Chelem.
- Mardi 7 juillet 2009 : Le prince Charles a inauguré à Hyde Park un mémorial en hommage aux 52 victimes des attentats de Londres du 7 juillet 2005 lors desquels quatre kamikazes, des musulmans britanniques, avaient fait exploser leurs bombes dans les transports en commun londoniens, tuant 52 personnes et faisant plus de 700 blessés. Le mémorial est composé de 52 piliers en acier inoxydable de trois mètres et demie de hauteur. Les stèles ont été réparties en quatre groupes, pour rappeler que les attaques contre des bus et le métro de Londres avaient eu lieu en quatre endroits différents. Une plaque portant le nom des 52 victimes a également été posée à proximité, pour compléter ce mémorial qui a coûté 1 million de livres (1,16 million d'euros).
- Samedi 18 juillet 2009 : mort de Henry Allingham, reconnu comme l'homme le plus vieux du monde, à l'âge de 113 ans à Brighton. Il était un des trois derniers survivants de la première guerre mondiale[34].
- Jeudi 23 juillet 2009 : plus de 100 000 personnes ont été contaminées par le virus de la grippe A(H1N1) en Angleterre. 840 d'entre elles sont hospitalisées, dont 63 en soins intensifs. 31 personnes sont mortes depuis le début de la pandémie.
- Samedi 25 juillet 2009, Somerset : Mort d'Harry Patch (111 ans), le dernier vétéran britannique de la Première Guerre mondiale[35].

### Écosse
- Samedi 28 mars 2009 : le ministre chargé de l'Écosse Jim Murphy déclare que le gouvernement prendra des mesures pour assurer le sauvetage de la plus importante société de crédit écossaise, la Dunfermline Building Society (crédits immobiliers, services aux entrepreneurs, assurances), sur le point de faire faillite en raison de fortes pertes d'un montant de 26 millions de livres (28 millions €). Dunfermline, fondée en 1869, emploie 500 personnes et dispose d'un réseau de 34 succursales.
- Mercredi 1er avril 2009 : un hélicoptère Super Puma AS332L2 avec 16 personnes à bord, en provenance d'une plateforme pétrolière, s'est abîmé en mer du Nord au nord-est des côtes écossaises. L'accident serait dû à « une panne catastrophique » de sa boîte de transmission principale qui a provoqué la rupture du rotor principal.
- Mardi 7 avril 2009 : la Royal Bank of Scotland, détenue à 70 % par l'État britannique, annonce la suppression prochaine de quelque 9 000 emplois dont la moitié au Royaume-Uni.
- Vendredi 1er mai 2009 : Un premier cas confirmé de transmission de la grippe H1N1 en Écosse, sur le territoire britannique, même.
- Dimanche 14 juin 2009 : Premier décès du à la grippe A (H1N1) en Écosse, au Royaume-Uni et en Europe.
- Mardi 4 août 2009 : La Royal Bank of Scotland annonce avoir conclu un accord avec sa la banque australienne ANZ, en vue de lui céder une partie de ses actifs en Asie pour un montant total de 418 millions de dollars américains (environ 292 millions d'euros). L'accord signé porte sur les activités de banque de détail et de banque commerciale de RBS à Taïwan, Hong Kong, Singapour et en Indonésie, ainsi que certaines activités de marchés aux Philippines, au Vietnam et à Taïwan[36].

### Gibraltar
- Mercredi 1er avril 2009 : La colonie signe avec les États-Unis un accord de coopération dans le domaine fiscal avant le sommet du G20 qui doit dresser une liste noire des paradis fiscaux. L'accord a été signé à Londres par le secrétaire au Trésor américain Timothy Geithner et le chef du gouvernement de Gibraltar Peter Caruana. Selon ses termes, Gibraltar s'engage à donner « accès » aux autorités américaines « aux informations nécessaires pour le respect des lois fiscales américaines, en particulier les informations liées aux comptes en banque à Gibraltar ».
- Lundi 4 mai 2009 : : Le ministère des Affaires étrangères espagnol proteste officiellement auprès des États-Unis et du Royaume-Uni contre une convention de coopération fiscale entre les États-Unis et Gibraltar, signé à Londres le 31 mars par le secrétaire au Trésor américain Timothy Geithner et le chef du gouvernement de Gibraltar Peter Caruana, comme si ce territoire britannique était indépendant, sans mention de la tutelle britannique, en référence au Traité d'Utrecht de 1713, instaurant la souveraineté britannique sur le petit territoire[37].

### Pays de Galles
- Mercredi 11 février 2009 : Deux avions d'entraînement, biplaces de type Grob de la Royal Air Force, se sont percutés au-dessus de la réserve naturelle de Kensig, près de Porthcawl, lors d'un vol destiné à former de futurs pilotes, causant la mort des 4 militaires britanniques participant à cet exercice.

### Ulster
- Dimanche 8 mars 2009 : deux soldats britanniques sont tués dans une attaque à l'arme automatique contre l'état-major du génie à Masserene, dans le comté d'Antrim (nord-ouest de Belfast). Entre 30 et 40 coups de feu auraient été tirés par le commando alors que des personnels de la base prenaient livraison de pizzas. L'attaque est revendiquée par l'IRA-véritable, branche dissidente de l'Armée républicaine irlandaise provisoire (IRA).

- Lundi 9 mars 2009 :

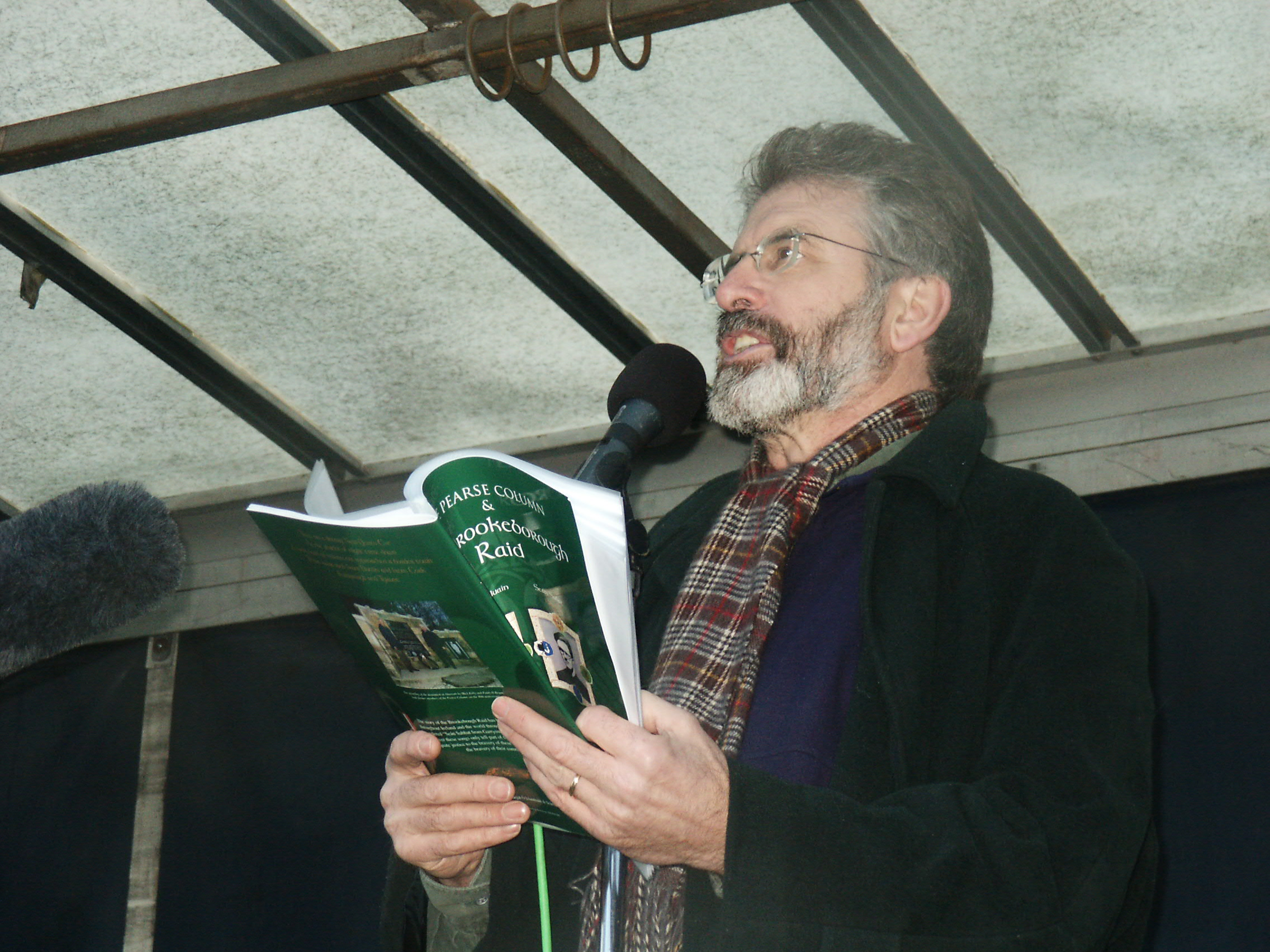
Gerry Adams
(janvier 2001)

  - Le chef du parti catholique Sinn Féin, Gerry Adams, condamne l'assaut contre une caserne de l'armée britannique en Irlande du Nord, qui a causé la veille la mort de deux soldats : « L'attaque de la nuit dernière était une attaque contre le processus de paix [jugeant qu'elle] était injustifiée et contre-productive ». Le Sinn Fein partage depuis le 8 mai 2007 le pouvoir avec le Parti unioniste démocrate (DUP/protestant) du premier ministre nord-irlandais Peter Robinson, au sein du gouvernement régional.
  - Dans la soirée, un policier est tué par une balle en pleine tête alors qu'il était en patrouille dans une zone républicaine à Craigavon, comté d'Armagh (nord-ouest de Belfast). Un groupuscule républicain dissident, l'IRA-Continuité, revendique le lendemain cet assassinat.
- Mercredi 11 mars 2009 : les syndicats de travailleurs, les quatre églises principales, catholique, presbytérienne, anglicane et méthodistes, ainsi que les grands journaux du pays appellent à dénoncer le regain de violence d'une voix unie en manifestant contre les groupes dissidents de l'Armée républicaine irlandaise (IRA), qui ont tué trois personnes ces derniers jours[38].
- Dimanche 15 mars 2009 : selon le chef de la police nord-irlandaise, Hugh Orde (en), le nombre de dissidents de l'IRA, qui tentent de faire dérailler le processus de paix appuyés par « quelques cinglés et idiots », serait d'environ 300. 9 suspects sont actuellement interrogés dans le cadre de l'enquête sur les assassinats de deux soldats britanniques et d'un policier. Selon Hugh Orde, les deux mouvements dissidents de l'IRA, l'IRA-véritable et l'IRA-continuité, sont tous deux « très dangereux, comme tout animal piégé et à l'agonie ». Ces deux groupes ont mené au moins 25 attaques, pour l'essentiel contre la police de la province, au cours des 18 derniers mois, avant de s'en prendre la semaine dernière à des militaires en congé et à un policier répondant à un appel d'urgence.
- Mardi 24 mars 2009 : inculpation du meurtrier d'un policier tué par une balle en pleine tête alors qu'il était en patrouille dans une zone républicaine à Craigavon, comté d'Armagh (nord-ouest de Belfast). Il s'agit d'un jeune homme de 17 ans. Il est « inculpé du meurtre de l'agent de police Stephen Carroll, de détention d'arme à feu avec l'intention d'attenter à la vie, d'appartenance à une organisation interdite, à savoir l'IRA-Continuité, et de collecte d'information pouvant être utiles à des terroristes ». Un autre homme de 37 ans est aussi inculpé pour possession d'arme à feu avec l'intention de mettre des vies en danger.
- Mercredi 25 mars 2009 : un juge de la Haute cour d'Irlande du Nord ordonne la libération pour vice de forme de six suspects qui étaient en garde à vue dans deux affaires de meurtres de deux soldats britanniques le 7 mars devant leur caserne d'Antrim, au nord-ouest de Belfast et deux autres pour le meurtre par balles le 9 mars d'un policier catholique. La police a cependant à nouveau arrêté l'un d'entre eux, un militant républicain connu, Colin Duffy, âgé de 41 ans, trahi par l'empreinte ADN retrouvée sur un gant en latex laissé dans la voiture qui a servi eux meurtriers. Cet homme avait été en 1990 acquitté dans le procès du meurtre d'un soldat et a par ailleurs été inculpé du meurtre de deux policiers dans une affaire qui a été par la suite classée.
- Mardi 31 mars 2009 : la classe politique nord-irlandaise accuse les républicains dissidents, opposés au processus de paix en Irlande du Nord, d'être responsables d'une série de fausses alertes à la bombe et de vols de voitures qui ont provoqué la panique hier soir à Belfast. Le Premier ministre nord-irlandais, le protestant Peter Robinson déclare : « Les terroristes qui sont responsables de cette série d'alertes à la bombe et de vols de voitures sont tout ce qu'il y a de plus méprisables et n'ont absolument aucun soutien dans la communauté [...] Ces dernières semaines, l'Irlande a lancé à ces meurtriers un message clair. Nous ne nous laisserons pas ramener vers les tueries et le désordre ». Le Sinn Féin, principal parti catholique nord-irlandais, qui participe au gouvernement.
- Lundi 13 avril 2009 : un groupuscule, appelé IRA véritable (« Real IRA »), opposé au processus de paix en Irlande du Nord menace de frapper la Grande-Bretagne. Ce groupe a revendiqué le meurtre début mars de deux soldats britanniques près de Belfast et l'assassinat en 2006 de Denis Donaldson, un ancien haut responsable du Sinn Féin (« Nous seuls »), principal parti nationaliste, accusé de travailler pour les renseignements britanniques. Il lance aussi « un ultime avertissement » aux catholiques qui s'enrôlent dans la police multi-confessionnelle nord-irlandaise, mise en place dans le cadre des accords de paix signés en 1998, en les menaçant d'être « exécutés ».
- Lundi 8 juin 2009 : le tribunal civil de Belfast, reconnait 4 hommes, dont l'ancien chef du mouvement républicain dissident de l'IRA véritable, Michael McKevitt, responsables de l'attentat qui a coûté la vie à 29 personnes à Omagh, en août 1998, ce qui ouvre la voie à l'indemnisation des familles des victimes qui obtiennent 1,6 million de Livres[39].
- Mardi 23 juin 2009 : de nombreuses attaques poussent 115 roumains à quitter définitivement Belfast[40].
- Samedi 27 juin 2009 : les trois principales milices loyalistes protestantes d'Irlande du Nord — l'Association de défense de l'Ulster (UDA), la Force des Volontaires d'Ulster (UVF) et les Red Hand Commandos (RHC) —, ont officiellement annoncé qu'elles avaient entamé, voire achevé, leur désarmement, marquant une nouvelle avancée dans le processus de pacification de la province. Les milices loyalistes protestantes, qui s'en prenaient principalement à des catholiques séparatistes, avait déjà officiellement renoncé ces dernières années à la violence, mais aucune n'avait jusqu'à présent accepté de se désarmer. Leur ennemi juré, l'Armée républicaine irlandaise (IRA, catholique), a achevé son désarmement en 2005. Et en décembre 2008, le gouvernement britannique avait donné une année aux loyalistes pour en faire de même.
- Lundi 29 juin 2009 : le chef de la commission sur la démilitarisation en Irlande du Nord, le général canadien à la retraite John de Chastelain, annonce une importante remise d'armes, impliquant des armes, des munitions, des explosifs et des engins explosifs par la Force des Volontaires d'Ulster (UVF), groupe loyaliste responsable de la mort de plus de 500 personnes entre 1966 et son cessez-le-feu décrété en 1994, mais sans pouvoir confirmer s'il avait abandonné tout son arsenal. De son côté, l'Association de défense de l'Ulster (UDA) affirme qu'elle avait remis une partie [indéterminée] de son arsenal, un processus qui se poursuivra, selon l'organisation, au cours des prochains mois.
- Mardi 14 juillet 2009 : affrontements dans le nord de Belfast, à l'occasion d'une marche de l'ordre d'Orange. Au moins dix policiers britanniques ont été légèrement blessés. Une petite bombe a explosé à Armagh.